# 河内風穴
河内風穴/河内の風穴（かわちのかざあな、かわちのふうけつ、かわちふうけつ）は、日本の滋賀県 犬上郡 多賀町 大字河内 宮前 にある石灰洞（横穴）である。鍋尻山北東尾根の地下を中心に広がっており、淀川水系である芹川の支流であるエチガ谷に開口する。洞窟学上は「河内風穴（かわちのかざあな）」が正しいとされる。
総延長は約10,020 m で、日本国内第4位の長さを誇る。関西で最長かつ最も規模の大きい鍾乳洞である。数多くの洞窟がある鈴鹿山脈北部石灰岩地域（近江カルスト地帯）の多賀町の中で唯一、また、滋賀県内で唯一の観光洞（内部が一般公開されている洞窟）であり、河内観光協会により管理されている。
1950年（昭和25年）7月24日、日本初の国定公園として琵琶湖国定公園が指定された。大字霊仙の一部および大字河内は琵琶湖国定公園の普通地域になっており、この区域には河内風穴とその周辺地域も含まれている。そのため、木・竹・苔・土・石などの採取は禁止されている。1959年（昭和34年）2月10日には「河内の風穴」名義（読み：かわちのふうけつ）で滋賀県指定天然記念物となった。2001年（平成13年）12月には環境省が「河内風穴」名義（読み：かわちのふうけつ）で「日本の重要湿地500」に選定している。

## 地質

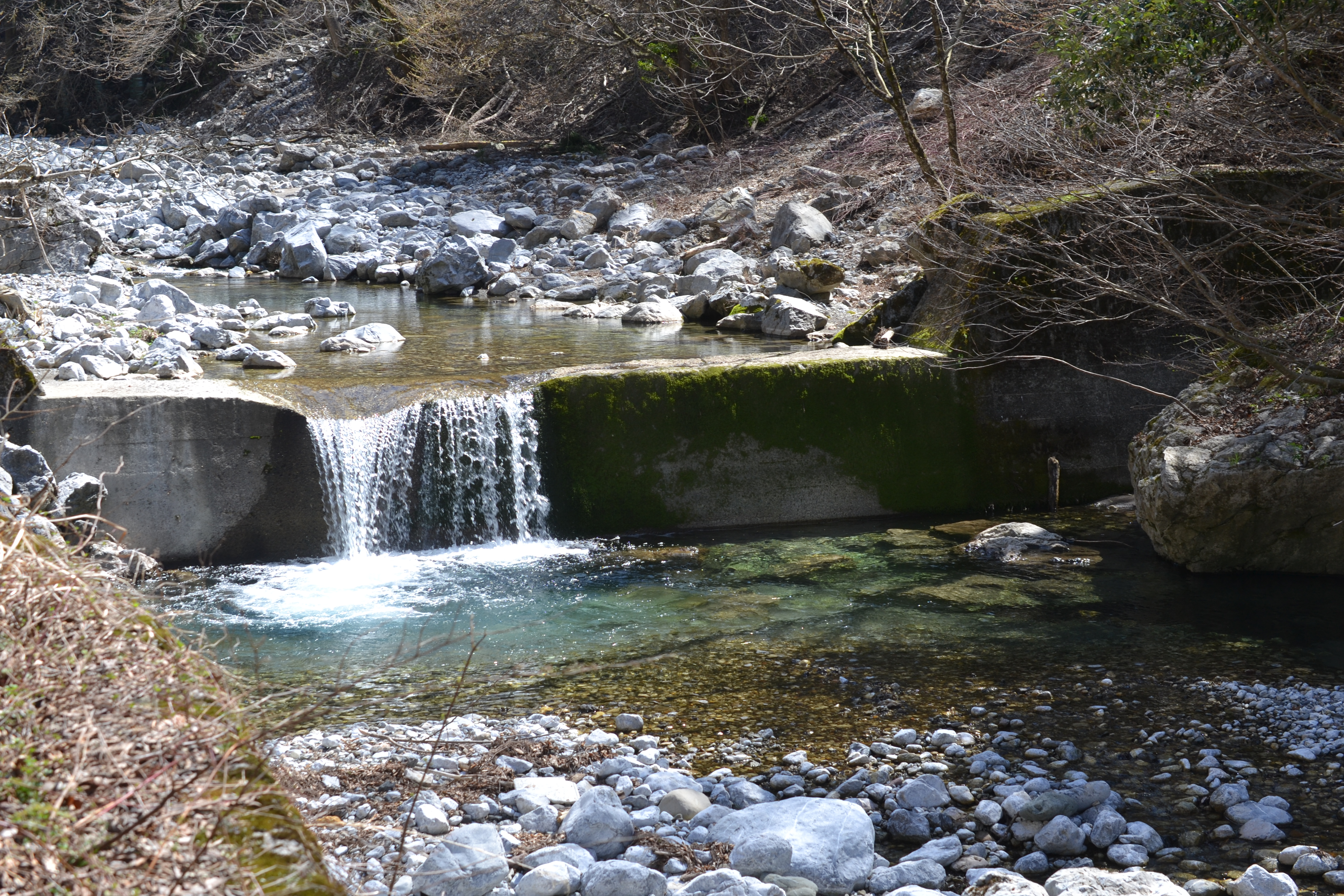
大字河内の少し上流にある芹川の様子。

河内風穴は、鈴鹿山脈北部にある霊仙山 から鍋尻山（なべじりやま）にかけて分布する石灰岩体中に形成されており、その西端に位置している。詳しくは、古生層の下部二畳系に属する地層である北鈴鹿層群（北鈴鹿ユニット）の、構成層の一つである霊仙山石灰岩層（鈴鹿山地の中心部に分布する海山上断片で、主成分は石灰岩と塩基性火山岩）に属しており、すなわち、古生代ペルム紀（二畳紀）前期の赤道直下に存在した玄武岩質の鈴鹿海山（伊吹海山列に属する海山の一つ）の上に形成された珊瑚礁由来の遠洋性堆積物をもとに構成されている。北鈴鹿層群が中生代白亜紀に隆起した後、河内風穴そのものが形成されたのは新生代がかなり深まってから。約55万年 より以前、約60万年前ごろだとされている。
多賀町には1988年時点で、消滅したものも含め46の石灰洞が発見されており、周辺の米原市・彦根市も含めると約70本の洞窟が知られている。平面的には、多賀町内の石灰岩が分布しているところであればほとんどの場所に石灰洞が分布している。多賀町の石灰洞は小規模洞が多く、大規模洞は河内風穴を含め4本しか存在しない。その何れもが多層構造を持つ横穴で、旧地下流路として発達したと考えられる。溶蝕形態や洞の平面系などからは飽和水帯（フレアティックゾーン、phreatic zone）での発達が考えられ、循環水帯（ベイドースゾーン、vadose vone）の影響をほとんど受けていないとみられる。中規模洞は少ないが、琵琶湖の沈降に伴う鈴鹿山系の急激な隆起のため、安定した飽和水帯での空洞発達期間が短かったからではないかと考えられている。また、全体的に二次生成物の発達は悪いが、河内風穴奥部ではよく発達する。またカルスト地域では地上水系は伏流することが多いが、この地域では石灰岩体が分かれているため、地下川は少ない。ただし河内風穴では洞内に水流を持ち、洞口下のエチガ谷に湧出している。エチガ谷のより上流で伏流するよりも更に多くの水量が湧出しているため、集水域はより広いと考えられている。

## 洞内の気象
洞内の気温は、洞口付近では外気の影響を受けやすく、季節によって大きく変化するが、洞奥では四季を通して一定で、平均気温は11.3℃、標準偏差0.15℃。そのことから、明治時代以前には天然の冷蔵施設として利用され、種芋や蚕種を保存していた。また、一年を通して93%–95%といった、90%以上の高い湿度が保たれている。また観光洞部分の滴下水および第0水流の水はpH 7.52–8.30で、中央値はpH 7.90である。エチレンジアミン四酢酸二ナトリウムを用いた硬度測定では、Ca2+濃度は81.2–121.1 ppmであった。水の導電率は石灰岩が溶蝕されている度合いの指標となるが、河内風穴の湧泉の導電率は93 µs/cmで、普通石灰岩帯で観察される数値に比べ極めて低い。
大広間の最低部にある水流は渇水期には水音が聞こえる程度で表出しないが、降雨直後の増水時には水面が上昇し、地下河川となって現れることがある。大雨の直後には水深1 m程度のプールとなる。時には洞口から水を吐出することもあるといわれる。

## 洞内の地形

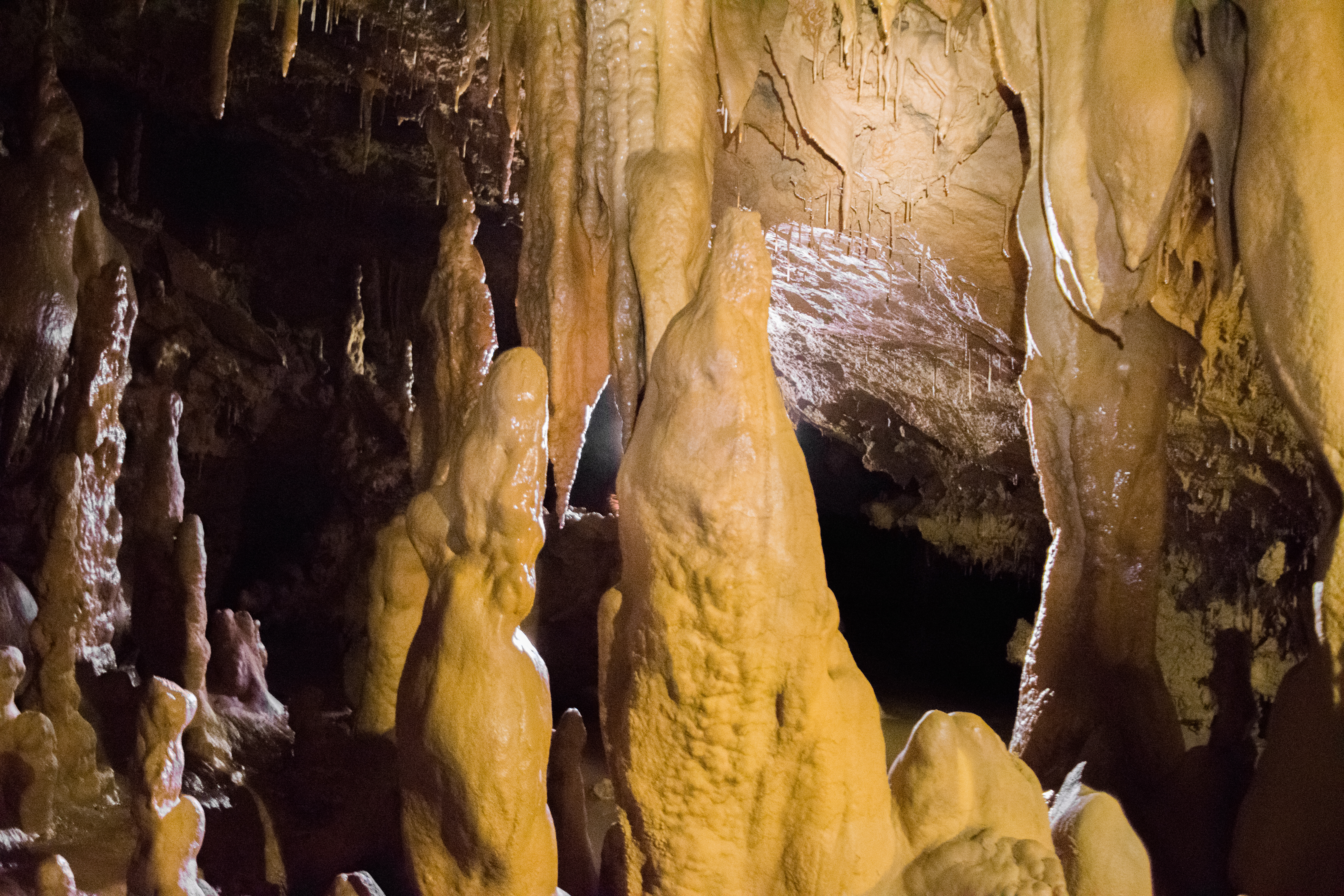
二次生成物はドリームホール以奥の奥部新洞で富む。

構造支配型の横穴で多層構造を持つ。洞窟として近畿地方随一の規模 で、測量されている部分だけでも総延長約10,020 mとされている（イザナギプロジェクトによる調査結果）。
石灰洞の形成は石灰岩中の割目に沿って溶蝕が進行することにより起こり、そこで形成された空洞は水流による浸食とともに割目に沿う崩壊によって拡大していく。割目系の影響を受けて形成が進行するため、石灰洞の成因及び発達の歴史を考える上では割目系の分布とそれに伴う空洞形成に注目する必要がある。河内風穴全体の割目系は、WNW–ESE系（EW90°前後）、N–S系（NS90°前後）、NE–SW系（N40°–60°E45°前後、N40°–60°W45°前後）の3つがあり、多数の断層が認められる。NS90°前後、EW90°前後の割目系は方解石や擦痕を伴う断層である。また、WNW–ESE系の垂直な割目に沿って溶蝕が進んでいるため、この割目系が最も地下水の通りやすい開いた割目系だと考えられる。内部はこれらの割目系に支配されたボアパッセージの迷路と割目が交叉して崩落したホールで構成されている。二次生成物はドリームホール以奥でよく発達し、洞床は主に崩落礫と粘土で、一部砂や直径10 mm程度の円礫が堆積する。なお割目系の走向傾斜の表記についてはクリノメーターを参照。
洞内の空間は、旧洞部分（北半分）、中央ホール、奥部新洞（南半分）の3区域に大別することができる。

### 旧洞部分
旧洞部分は河内風穴の北半分部分であり、観光洞部、観光洞上層、第0水流を含む。

#### 観光洞部
観光洞部は主に大広間と呼ばれる大ホールと、その南端からつながるループからなっている。観光洞部分には鍾乳石などの二次生成物はほとんどなく、小規模のフローストーンが見られる程度である。
観光洞洞口は、霊仙山の麓ではなく、権現谷（ごんげんだに）を挟んで南に位置する鍋尻山の北西麓、エチガ谷に開いている。観光洞洞口は1.5 m×1.5 m。洞口からホールまでは下り傾斜となっており、ノッチ状形態が見られる。
大広間（おおひろま）は長さ60 m、幅20 m、天井高20 mの空間で、N15°E85°W, N25°E42°Sに支配された南北に長いホールである。これを横切るようにN80°W90°, N85°W80°N, EW65°Nの割目系が天井に走っており、このE–W系の割目が上層との連絡道となっている。天井の崩落により大ホールが形成されたと考えられている。ホールの上部にはフレアティック・パッセージ（phreatic passage、飽和水帯起源の通路）が存在する。洞床は落盤（ブロック状の落盤）で、最低部には東から西へ向かう水流がある。大広間の南端は天井高が2 m程度になり、15 m程度南に進むと東側に階段がある。この階段を上るとEW90°方向に沿って平行に伸びたボアパッセージがある。
それより奥は柵が設置され、現在、景観保護のため許可を得た者しか立ち入れない。かつ複雑で、何度も入った人でも迷いやすく、洞内を熟知した人なしに1日で最奥までたどり着くことはできない。また観光洞部以奥での洞窟内事故時は、救助・救出に消防・レスキュー・自衛隊の活動は望めない。

#### 観光洞上層
観光洞上層は大広間の東側上部を南北に走る支洞である。全体としてN25°E50°N系の割目とNSの断層に支配された立体迷路が続き、EW系の割目が交叉した部分がホールとなっている。北側から順に獣骨ホール、屋根裏ホール、そして小ホールが複雑につながり、東側中央にはドンガラガンの間と呼ばれるホールがある。ドンガラガン付近は迷いやすく、正しいルートを発見するのに数時間かかることもある。
獣骨ホールは長さ12 m、幅13 m、天井高5 mのホールで、その付近はボアパッセージの立体迷路となり、シアターホールに至るまで同様に迷路が続く。N80°W90°, N85°W80°N, EW65°Nの割目系が交叉した部分がホールとなり、南側でSRTクラック、大窓、荷下ろしクラックと呼ばれるピット（竪穴）で大広間と繋がる。ドンガラガン南端のドンガラ南の間にはシアターホールへ接続する直径 1.2 mのボアパッセージが開口する。
D支洞は観光洞部と観光洞上層を繋ぐN50°W50°Eに沿った非常に狭い約20 mの通路で、ドンガラガンの間の北側のホールとD支洞は直径20 cmのボアパッセージで接続している。D支洞の小ホールは雨が多いと深いプールになっており、2 m上がった部分には水が溜まっている狭洞があり、完全に水没はしないが全身が泥水に浸かる。

#### 第0水流
第0水流は大広間の北端からのびる20 m程度の支洞から接続する水流部分である。60 m程度の支洞となっており、N5°W25°W, NS28°Eに支配され、そこにEW系の割れ目が交叉し形成されている。支洞奥部には水路があり、最奥の落盤からは水音が聞こえる。

### 中央ホール
中央ホールはシアターホールおよびドリームホールの2つの大ホールからなる。シアターホールおよびドリームホールにはWNW–ESE系、N–S系、NW–SE系の3つの割目系が発達する。傾斜は何れも垂直に近いものが多く、これらの割目系は破砕帯や鏡肌が認められる断層と節理からなる。シアターホール東端とドリームホールの連絡部は冬期、コウモリのコロニーができる。ドリームホールおよびシアターホールでは、崩壊が著しいため、崩落以前の洞窟の形状は不明である。

#### シアターホール
シアターホール (Theater Hall) はドンガラ南の間からボアパッセージを抜け、EW90°のクラックに沿って上った先にある、長さ60 m、幅15 m、天井高25 mの西に向かって傾斜したホールである。シアターホールの名は斜面の落盤礫が劇場のように見えることから名付けられた。走向N70°–75°Wの垂直に近いWNW-ESE系の割目に沿って細長くのび、これに平行する割目に沿って壁面が形成されている。西に向かって傾斜した斜面の最低部では観光洞部からの声が聞こえるため、直下は大広間最奥部に当たると考えられている。N15°E, 80°E, N70°–75°W60°の割目系が見られ、これらの交叉部が崩落して形成されたと考えられている。天井部のN65°–70°Wの大きな割目は、破砕された角礫や水平な条線が刻まれた鏡肌が見られる横ずれ断層で、後者に沿って均等に天井が崩落するパターンが見られる。WNW–ESE系の割目には溶蝕形態があり、割目に沿ってフレアティック・パッセージを形成している部分もあるのに対し、N–S系の割目には溶蝕形態は少ない。
シアターホールから観光洞部にかけて、構造支配がWNW–ESE系からN–S系へと大きく変わるが、この形状は2つの割目系による流路争奪があったことを示唆するか、WNW–ESE系の割目に沿って西方から流れてきた地下水流がこの場所で合流したのだろうと考えられている。

#### ドリームホール
ドリームホール (Dream Hall) は長さ75 m、幅17 m、高さ30 mの河内風穴最大のホールで、全体として東西に長く、切り立った壁に挟まれ、天井が高くなっている。N14°E40°S, N40°E90°, N70°E90°, NS80°N, N80°W80°などの割目が交叉しており、中央部の天井にある長軸方向に伸びるN85°W90°の大きな割目を中心とした崩落により形成された。シアターホールとの連絡部から続くN50°W90°の割目がホールの南壁を形成している。北壁はN80°E78°Nの割目に沿って形成されている。長軸方向に直交する割目も多いが、空洞形成にはあまり影響していない。また、ホールの入口から10 m付近には、明瞭な鏡肌が見られる水平横ずれ断層がホールを横切っている。
洞床は巨大な落盤礫に覆われる。西側3分の2は大体平坦で、それを過ぎた付近で天井高が下がり、南東方向へ曲がる。そこから上り斜面となり、石切り場への通路がその末端に開口する。また、西側壁面に馬場門支洞が開口する。馬場門は発見者である松本光一郎の出身大学学習院大学の馬場門に因み名付けられた。

### 奥部新洞
奥部新洞は石切場周辺、集水ホール周辺、（旧）最奥部、水流部分 に加え、新最奥部、蟻の巣からなる。ドリームホール以奥の上層部は洞の原形をよく残しており、立体迷路状のフレアティック・パッセージが発達している。構造支配は明瞭ではないが、N–S系、WNW–ESE系の割目が見られる。NW–SE系の割目として、N55°W80°Sで幅1–1.5 mの破砕帯を形成する断層があり、これにより高度差20 m以上に亘って通路が崩壊している。

#### 石切場周辺

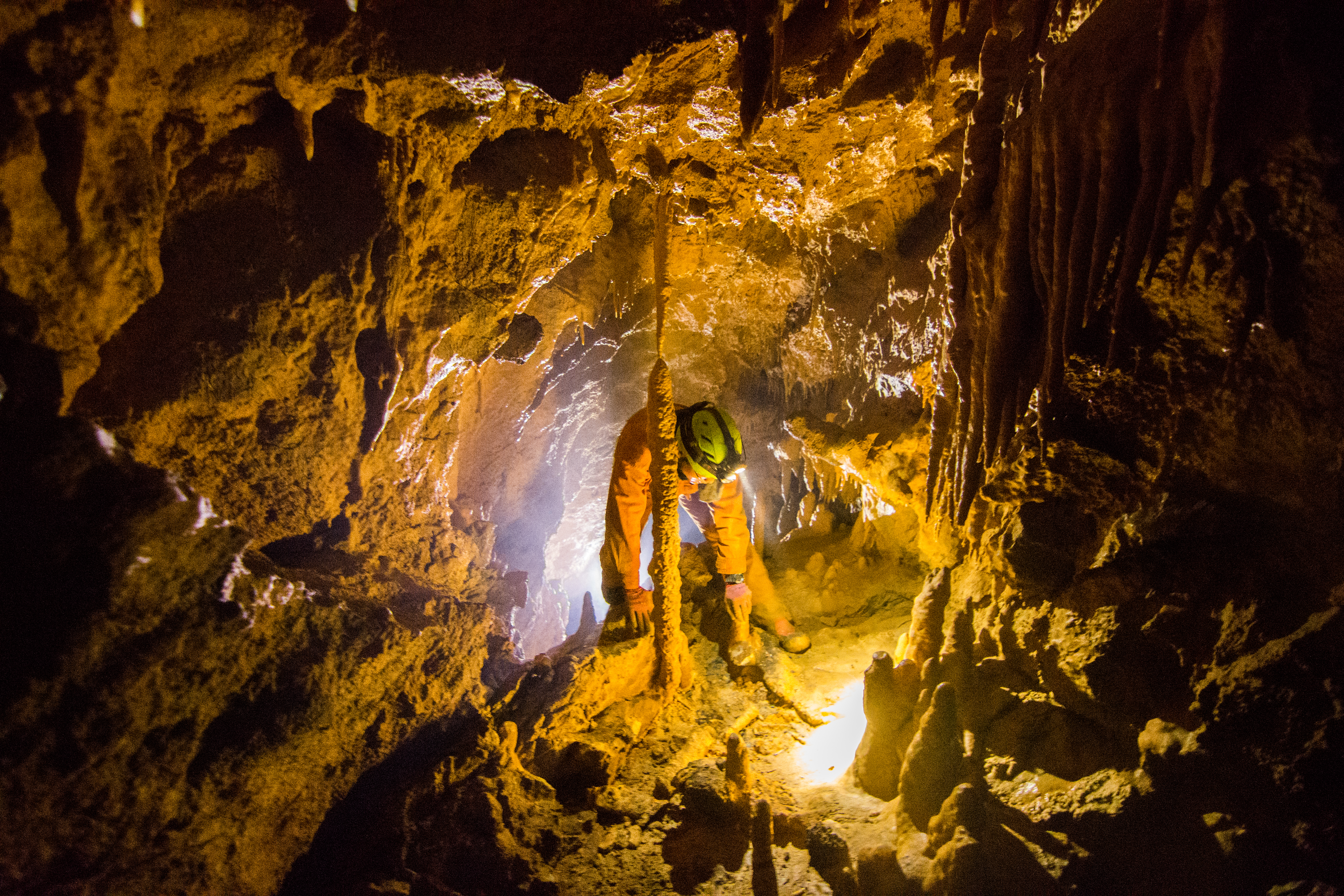
二次生成物に富んだ馬場門支洞。

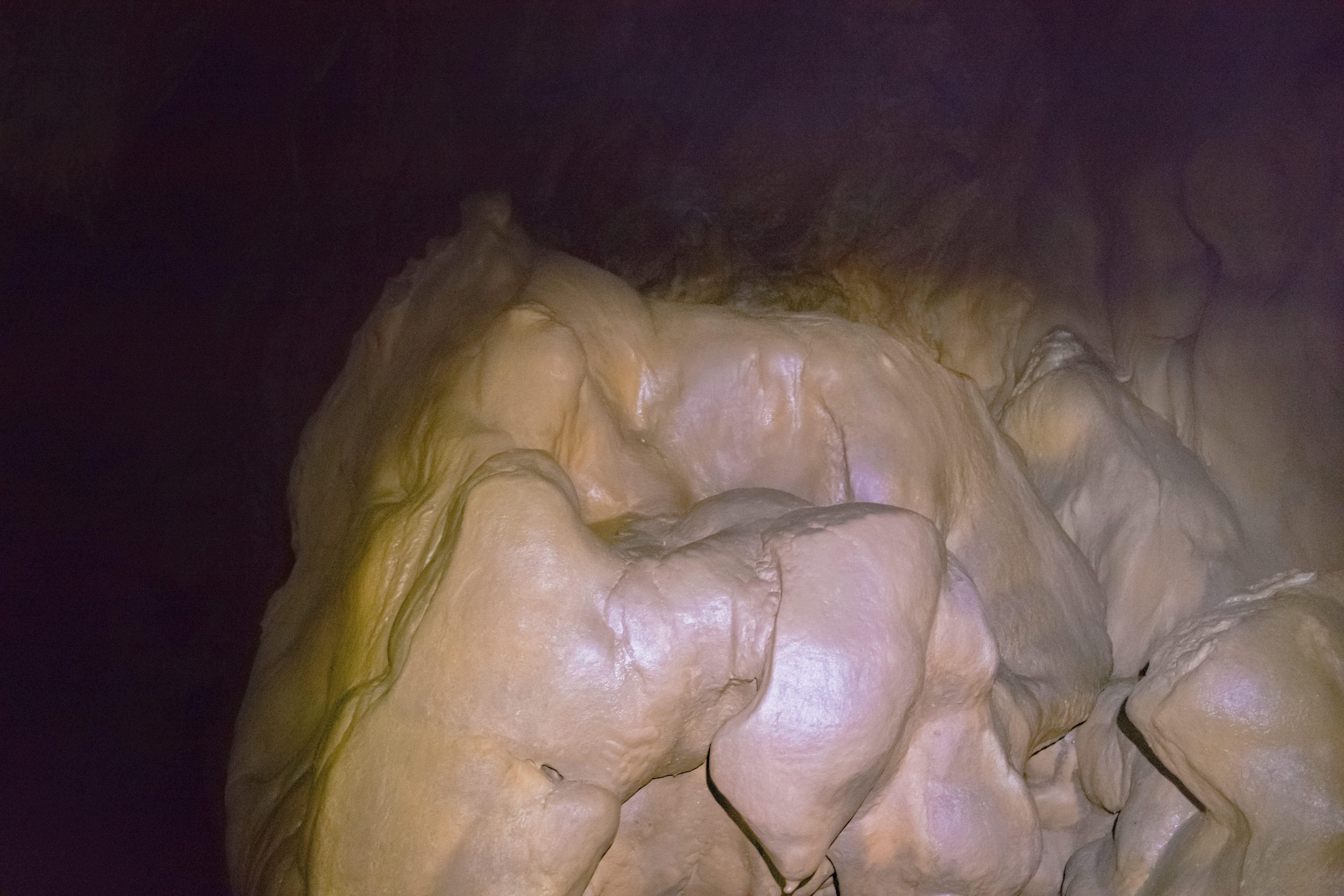
石切場の近くにある「玉座」と呼ばれるフローストーン

石切場、石切場上層、美和ホール、三神殿などからなる。滴下水が多く、全体的に二次生成物の発達がよい。
ドリームホールから石切場に達するまでの50 mほどの通路は、N82°W63°N, N14°W80°W, N52°W90°, N70°E76°N, N80°E90°, N74°E84°N, N85°E87°Sなどの割目に沿った通路が複雑に交叉し、立体的な迷路を形成している。馬場門支洞もドリームホールから石切場を繋ぐ通路の一つである。
石切場（いしきりば）はN37°E61°Nに沿ったボアパッセージとN89°E61°N, N71°W80°Nとの交点に形成された幅8 m程度のホールで、洞床は落盤礫に加え砂や粘土で、石筍をはじめとする二次生成物がよく発達する。石切場から北方向へは砂の堆積した通路が20 m程続いており、この通路から第一水流及び美和ホールに接続する。
美和ホール（みわホール）は石切場迷路の下部からドリームホールの下にまで達する長さ20 m、幅7 m、天井高7 mのホールである。3ヶ所で迷路と連結しており、石切場から繋がるN37°Eの割目にN16°E, N78°E78°N, N20°E47°Eなどが交叉して崩落している。三神殿（さんしんでん）は石切場から美和ホールへ続くルートを約5 m下りた部分にあるホールであり、二次生成物の発達が良い。
石切場上層付近のボアパッセージには砂や直径5–10 mmの細礫が堆積している部分がある。また、イザナギプロジェクトではそれまでに測量されていなかった380 mの石切場上層の空間が新たに測量され、まだ未測量部分がある。

#### 集水ホール付近
石切場から、洞床が砂及び粘土でN9°E48°Eの節理に沿ったボアパッセージを約60 m南西に進むと、第一水流分岐に達する。分岐から約20 m程度進むと集水ホール（しゅうすいホール）に出る。集水ホールではボアパッセージの広くなった部分の1段高い西側から水が流れてくる滝があるが、渇水期には水が涸れる。滝の水は粘土の洞床を流れ、北側にあるピットへ流入する。
裏通りは第一水流分岐から河内風穴本洞及び集水ホールと平行し南西に直線的にのびた支洞である。全長約40 mで、非石灰岩の溶け残りがN30°Eの走向で挟まれている。上記の滝の水は裏通りから流れ出たものである。
集水ホールより奥では通路が南東と南西に分かれている。前者は比較的広い本洞で、第二水流の入口を経て鐘の鳴池に至る。後者は表通りに接続する。表通りは本洞に平行し、本洞の東側を通るルートで、SE方向の割目とEW方向の割目の交叉によって形成された立体迷路を形成しており、本洞と随所で接続する。表通りには赤の広場と呼ばれるクラックに沿った空間やリムストーンの美しいところがあり、南端で鐘の鳴池に接続する。

#### 旧最奥部
鐘の鳴池（かねのなるいけ）は本洞と表通りの合流した部分にあるプールで、本洞のボアパッセージから2 mの落差がある。鐘の鳴池以奥は上下2層に分かれて伸び、北端付近で接続する。どちらも二次生成物の発達は非常によい。
下層は鐘の鳴池から50 m程度南北に伸び、森の間を通って崩落帯で最奥となる。森の間（しんのま）はリムストーンの発達した空間。下層最奥部はN2°E25°W, N27°E82°, N87°E88°Nの割目の交叉部分が崩落し、夏期は礫の間から強い吹き出しがある。
上層は鐘の鳴池東側の斜面上から下層と並行して南北に伸び、最奥手前でN2°E25°Wの割目により下層最奥と接続し、N9°E25°Wの割目系によりブロック状に崩落して上層最奥部となる。ここから西方向にある支洞により更に上層とつながっている。

#### 水流部分

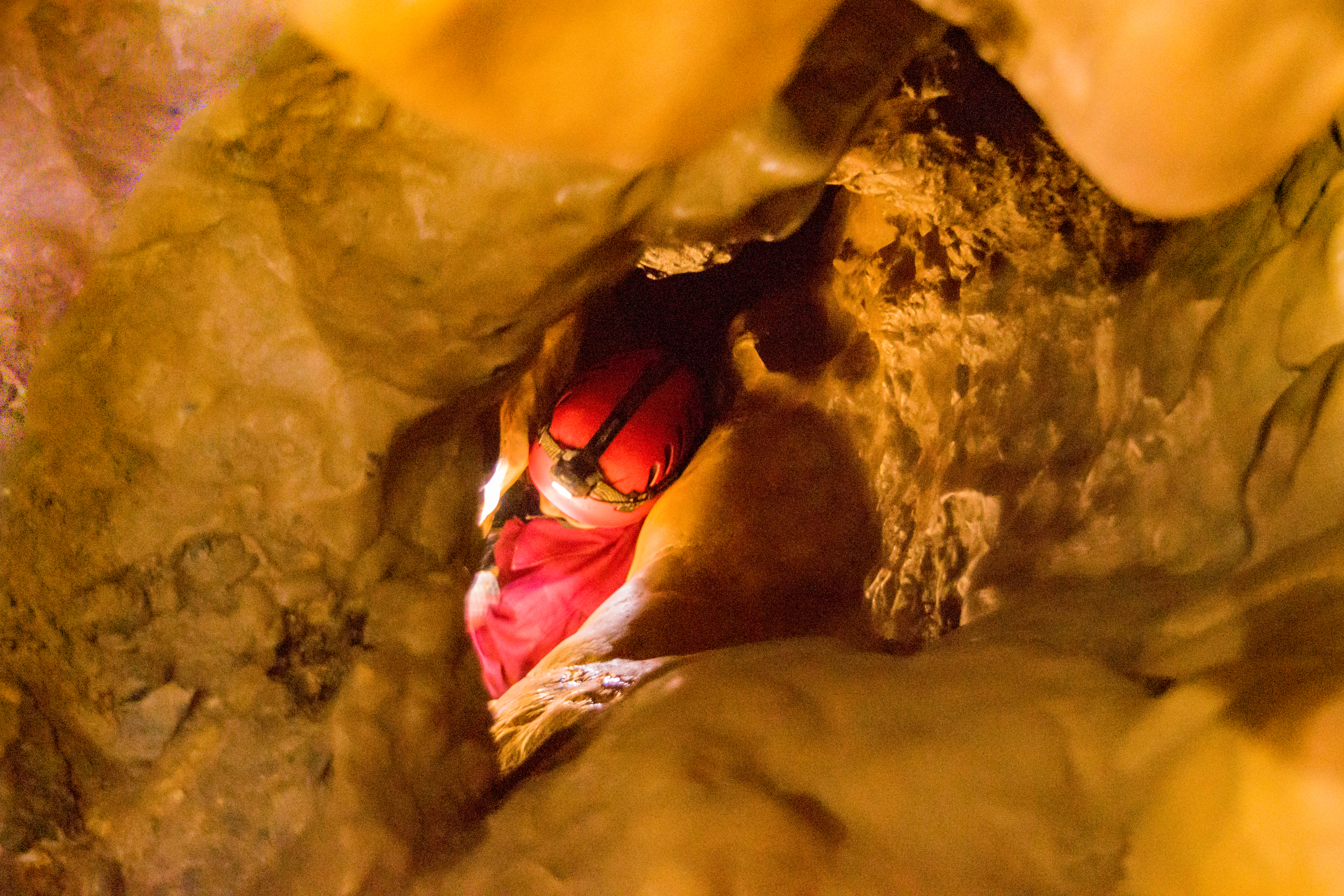
本洞から第二水流へ向かう竪穴の狭洞。

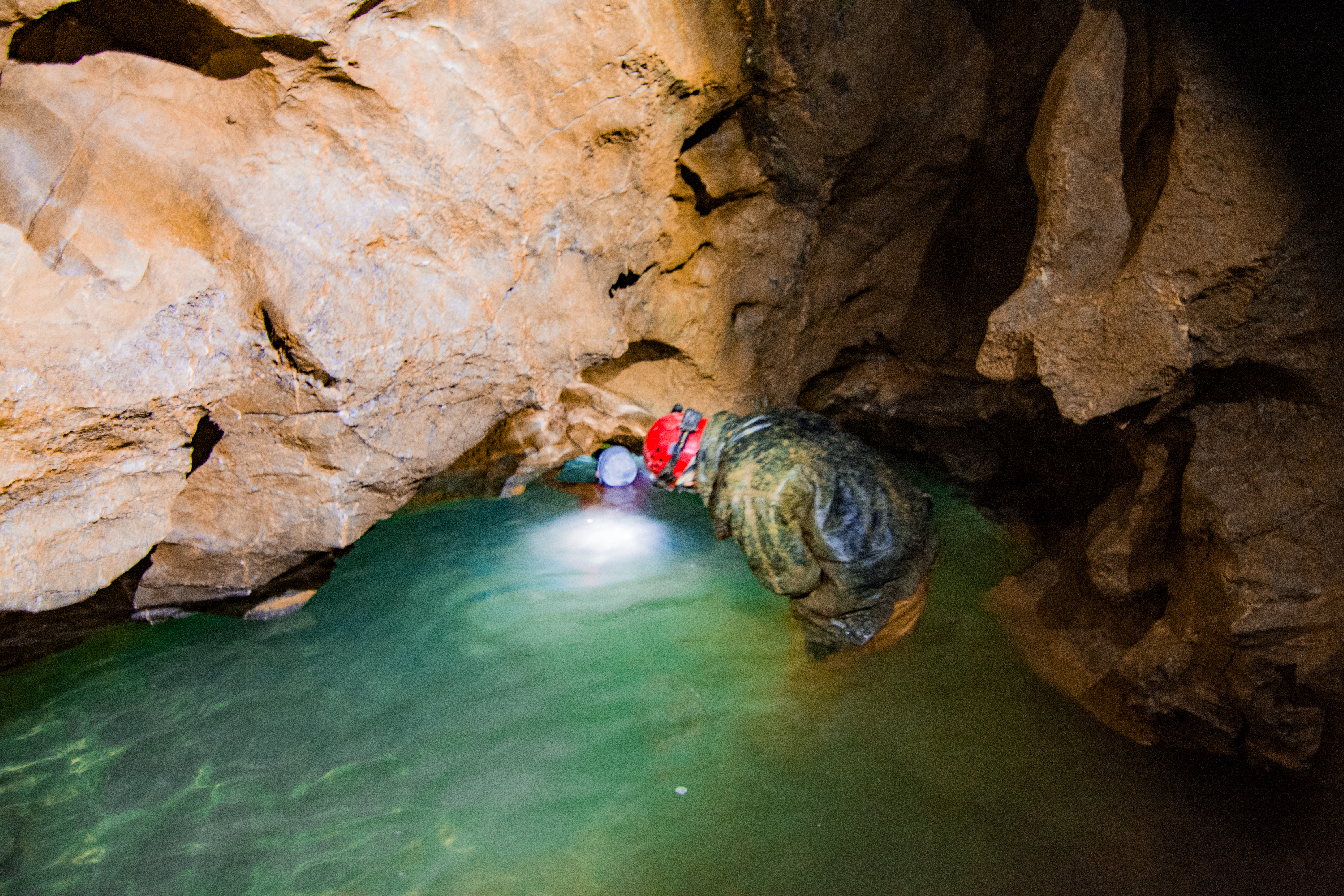
第三水流に向かう通路にある水くぐり部分を通っている様子。

水流部分は河内風穴の最下層にある地下川である。最上流部は第2水流奥のサイフォンで、第二水流、第一水流、第三水流の順に流れ、大広間を通って第0水流に至り、洞外のエチガ谷に湧出する。水流部で事故が起きた場合、狭洞部が多数存在し、救出救助は絶望的である。雨による増水で10 m以上水位が上昇し、直ちに水没する。また、通年水温は低く、低体温症の危険が伴う。
最上流部である第二水流（第2水流）は探検で2番目に発見されたためこの名がある。本洞の洞床に開口する直径50cm、N14°W68°Nの狭い竪穴を約5 m下りると、天井高の高い第二水流に沿った空間に出る。第二水流は10 m以上あるサイフォンから湧き出しており、非石灰岩の溶け残りの多い通路を蛇行しながら北に約200 m流れる。水深は概して1–3 m程度で、水面ギリギリまで天井の下がったサイフォンを抜けると第一水流となる。
第一水流（第1水流）は第二水流からの水がサイフォンを抜け、落盤に流れ込んでいる場所である。集水ホール北側の支洞を約50 m進むと分岐があり、それを北東方向に20 m程度進むと第一水流へ出る。支洞北端から石切場に抜ける通路及びメリー支洞が分岐する。第一水流の下流は岩の隙間に吸い込まれて終わる。
第三水流（第3水流）は第一水流の下流と考えられる水流が3つに分流して北西方向へ流れている水流である。第三水流も集水ホール北側の支洞を進んだ先にある。分岐を北西方向に進みボアパッセージを抜けて、ブロードウェイと呼ばれる崩落性の広い通路を通る。ブロードウェイはN80°W30°NとN25°E10°EとN46°E80°Wの交叉が崩落してできたものであり、その南端からさらに広い第三水流のホールに出る。第三水流は空間的にシアターホールおよび大広間の直下に該当し、観光客の声が聞こえる崩落がある。

#### 新最奥部

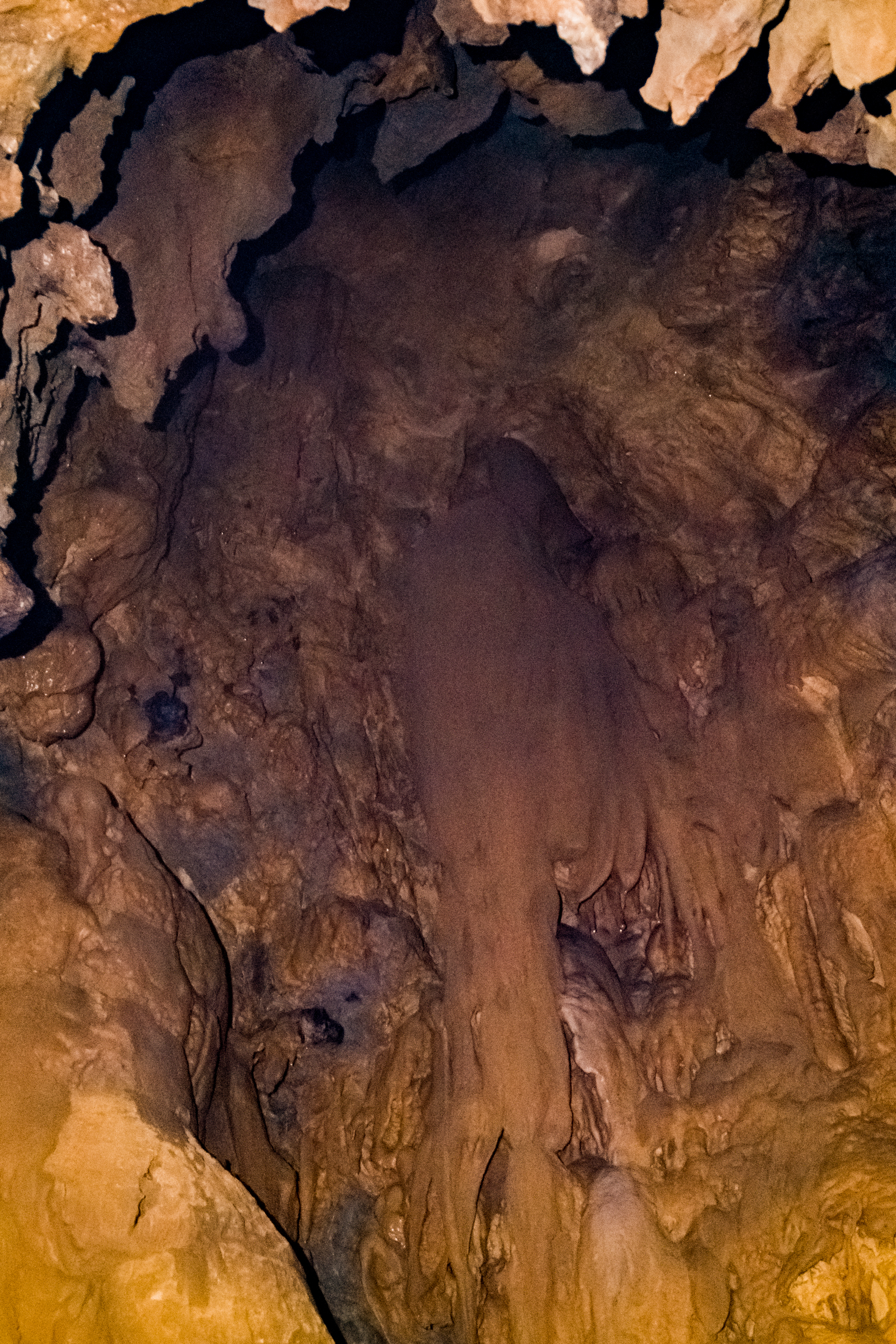
新最奥部にある幻の滝を見上げた様子。フローストーンの発達が見られる。涸れているときの様子。

新最奥部はひみず会により発見されていたものの測量されていなかった部分で、イザナギプロジェクトにより初めて測量された空間である。イザナギホール、イザナミホール、龍の道、幻の滝などからなり、総延長686 mである。
イザナギホールは旧最奥部上層から南西に伸びるボアパッセージを抜けた空間である。イザナギプロジェクトにちなみ名付けられた。二次生成物に乏しい長径約10 mの落盤帯で、新最奥部各部に繋がるホールである。
イザナミホールはイザナギホール上部の西端から上方に伸びる竪穴から繋がるホールであり、同じく二次生成物や水流のない長径約10 mの落盤によって形成された空間である。イザナギホールの上層に当たり、対になるよう伊弉冉にちなみ名付けられた。
龍の道はイザナギホール最西端から続く泥床の支洞から接続し、北方に伸びる支洞である。水流痕がみられ、増水時には水が流れると考えられている。別の支洞により再びイザナギホール西端とループする。
幻の滝は西日本洞窟潜水研究会の安田浩一により発見された長径 4 m 、落差 -20 mの洞内竪穴である。増水時のみ水流が現れ滝となることから名付けられた。龍の道から下流に向かい匍匐する支洞を抜けた先にある。

#### 蟻の巣
蟻の巣は石切場から集水ホールへ 40 m程度進んだ本洞東側から上方に伸びる支洞で、その他4箇所の通過困難なルートで本洞と接続する。非常に複雑で、3つのレベルに大別されるが、3–5層となっている箇所も存在する。主要なレベルはレベル1と呼ばれ、その上下をそれぞれレベル0、レベル2と称する。イザナギプロジェクトにより測量が続けられており、2010年11月時点で 1,958 m が測量されている。

## 歴史

### 伝承
その昔、地元の猟師が洞内に犬4頭を放して洞口を閉ざしたところ、1頭は死に、残りの3頭は鈴鹿山脈の向こう側（東側）の伊勢国員弁郡篠立村 にある篠立風穴（しのだちのかざあな）に現れたとの伝説が残っている。ただし河内風穴は全体として南側に伸びており、東側にある藤原町とは方向が異なる。また、近藤 (1955) では、篠立風穴は「多賀神社の東方五里ばかりの佐目村の鍾乳洞（風穴と呼ぶ）に通じていると言い伝えられている」とある。

### 観光洞開発

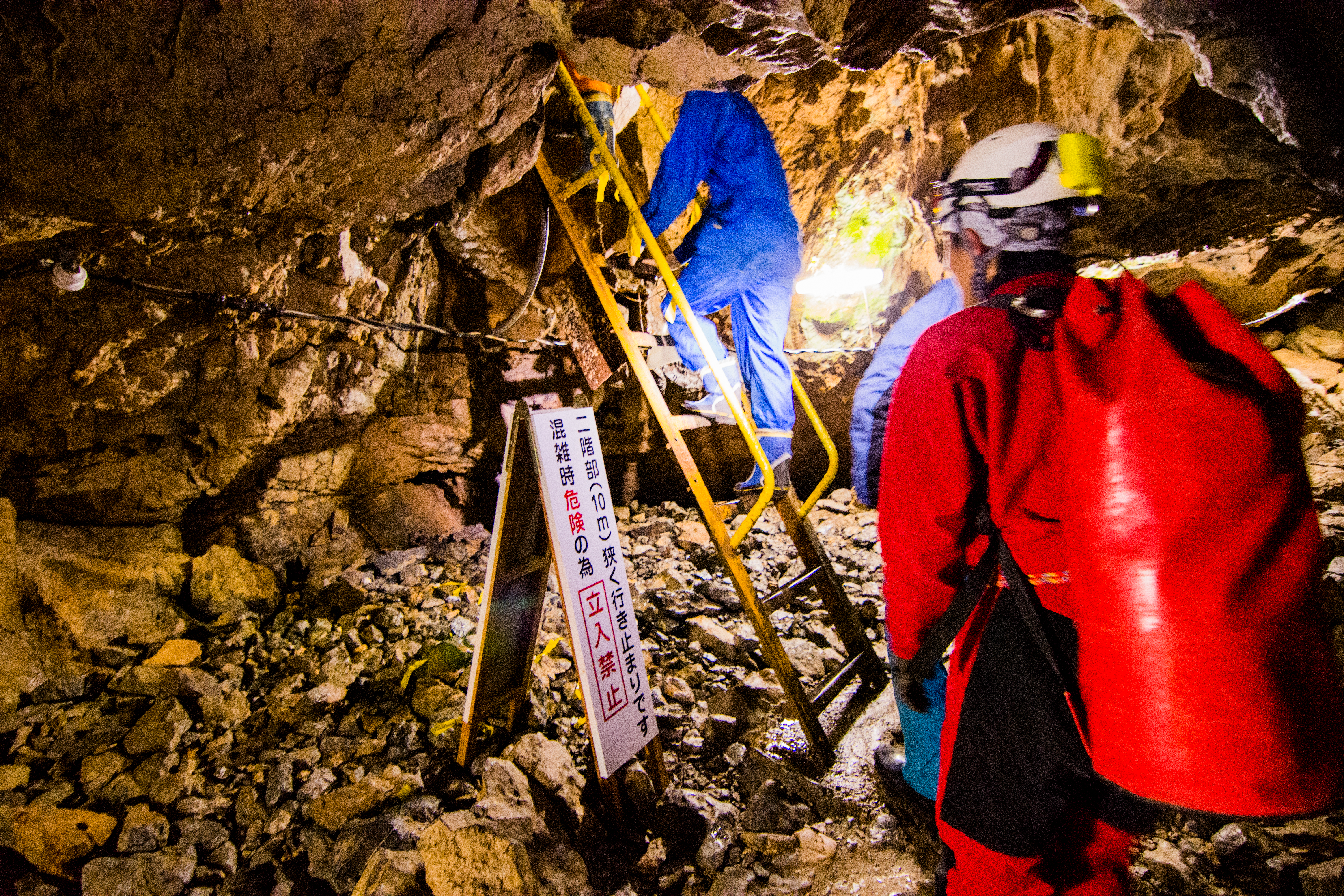
河内風穴に設置されている階段（梯子）。

1922年（大正11年）に観光用の松明が設置され、観光洞洞口から約200 mほどの範囲にある第1層と第2層の一部（『大広間』とその接続部）が一般公開されるようになった。その後、電灯や梯子が設置された。

### 洞窟動物相の調査
1938年10月に吉井良三がスズカトゲトビムシを発見し、翌年新種として記載したが、これ以降現生洞窟動物相の調査が本格的に始まることとなる。吉井は1954年にはウエノシロトビムシ、マツモトシロトビムシ、ベニイボトビムシを発見し、1956年にもシロアヤトビムシ、タカチホホラズミトビムシを新種として記載した。
上野俊一は1956年、河内風穴からカワチメクラチビゴミムシを新種として記載し、他の洞窟産の動物も記録した。また同年に森川国康がスズカメクラツチカニムシを記載した。黒田徳米と波部忠重は1958年に上野が採集した微小巻貝コバヤシミジンツボを記載した。
1960年には大井良三が自ら採集した標本に基づきホラヌカグモおよびホラヤミサラグモを記載した。

### 総延長数百mの時代
井上 (1967)は河内風穴および芹川に関して、陸水学的研究を行っている。このころは洞窟内部は4層に分かれており、第1層は1,190m2、第2層は215 m2、第3層は33 m2、第4層は116 m2、合計総面積1,544 m2であるとされていた。
1969年10月の大阪教育大学ケイビング部による測量では、D支洞および第0水流は測量されていたが、総延長は約300 mに過ぎなかった。

### 鈴鹿プロジェクト

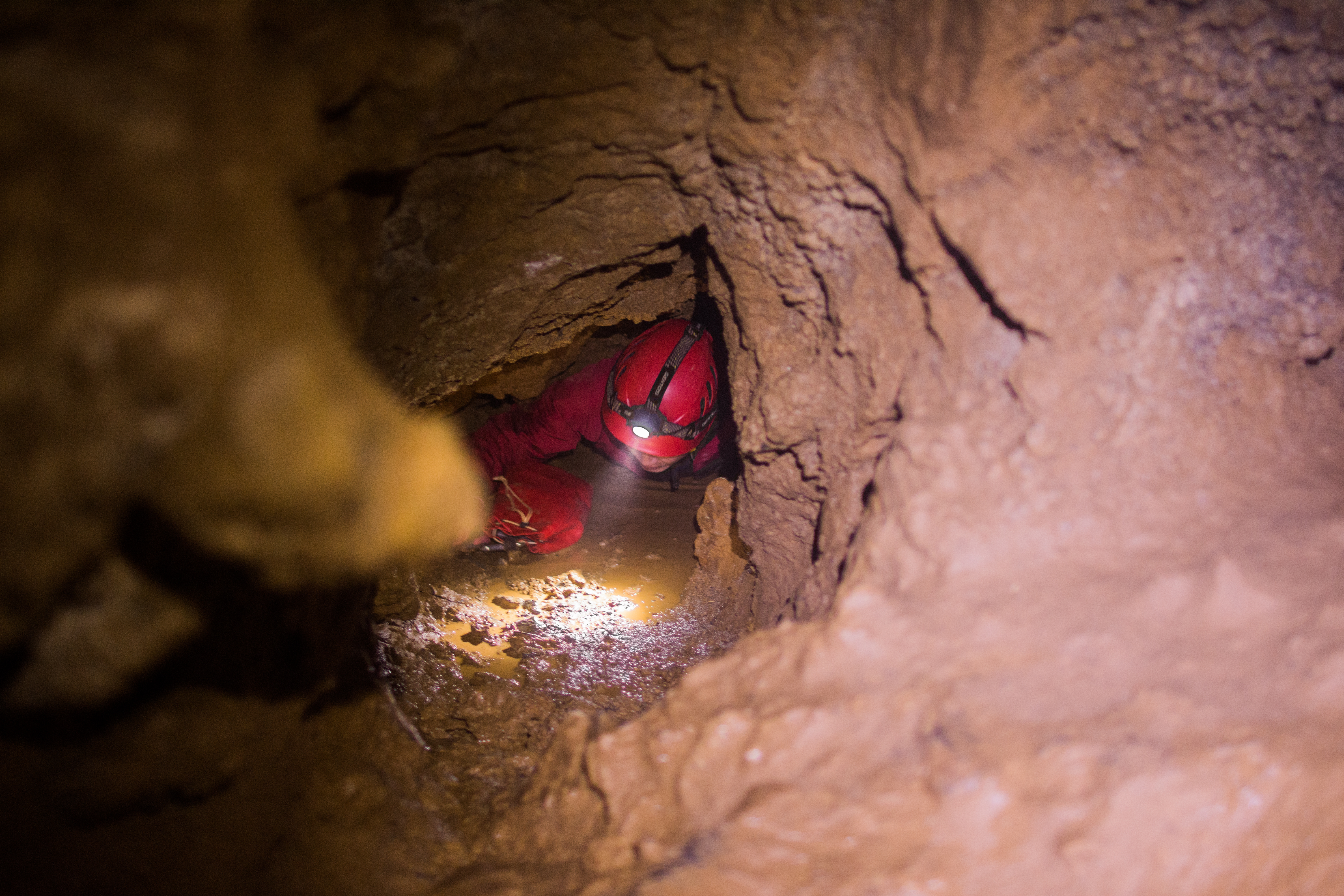
河内風穴のD支洞。浅く泥の多いプールが狭洞中にあり、泥の中を匍匐することにより突破できる。

1986年、大阪教育大学ケイビングクラブにより観光洞ホールである大広間の先に続くD支洞が突破されて、新空間（ドンガラガンの間）が発見された。
翌年にケイビング大会（ケイビングフェスティバル1987）を開くことが決まり、それに備えて3月末に大阪・東京の探検部らにより探検が行われた。また、多賀町から公式報告書の発行依頼があり、多賀町及び周辺地域の石灰洞の調査、特に河内風穴の新空間の測量が求められた。周辺の鈴鹿・霊仙洞窟調査も含めたこの活動は「鈴鹿プロジェクト」と称され、1987年3月28日に始まった第1回から、翌1988年3月23日までの丸1年、全11回に亘って行われた。これを契機に、大学や団体を超えた集団であるひみず会が結成された。
鈴鹿プロジェクトは以下の日程で行われた。
| #  | 調査名                   | 愛称                         | 開始日         | 終了日         | 参考資料             |
| -- | ------------------------ | ---------------------------- | -------------- | -------------- | -------------------- |
| 1  | 第1回鈴鹿・霊仙洞窟調査  | 鈴鹿プロジェクトⅠ            | 1987年3月28日  | 1987年4月4日   | [ 58 ] [ 59 ]        |
| 2  | 第2回鈴鹿・霊仙洞窟調査  | 鈴鹿プロジェクトⅡ            | 1987年4月10日  | 1987年4月12日  | [ 58 ] [ 59 ]        |
| 3  | 第3回鈴鹿・霊仙洞窟調査  | 鈴鹿プロジェクトⅢ            | 1987年5月1日   | 1987年5月5日   | [ 58 ] [ 59 ]        |
| 4  | 第4回鈴鹿・霊仙洞窟調査  | 鈴鹿プロジェクトⅣ            | 1987年5月15日  | 1987年5月17日  | [ 58 ] [ 59 ]        |
| 5  | 第5回鈴鹿・霊仙洞窟調査  | 鈴鹿プロジェクトⅤ            | 1987年6月19日  | 1987年6月21日  | [ 58 ] [ 59 ]        |
| 6  | 第29回日本ケイビング大会 | ケイビングフェスティバル1987 | 1987年7月25日  | 1987年7月27日  | [ 59 ] [ 60 ] [ 61 ] |
| 7  | 第6回鈴鹿・霊仙洞窟調査  | 鈴鹿プロジェクトⅥ            | 1987年7月28日  | 1987年8月10日  | [ 59 ]               |
| 8  | 第7回鈴鹿・霊仙洞窟調査  | 鈴鹿プロジェクトⅦ            | 1987年9月18日  | 1987年9月20日  | [ 62 ]               |
| 9  | 第8回鈴鹿・霊仙洞窟調査  | 鈴鹿プロジェクトⅧ            | 1987年10月9日  | 1987年10月11日 | [ 59 ]               |
| 10 | 第9回鈴鹿・霊仙洞窟調査  | 鈴鹿プロジェクトⅨ            | 1987年10月29日 | 1987年11月4日  | [ 59 ]               |
| 11 | 第10回鈴鹿・霊仙洞窟調査 | 鈴鹿プロジェクトⅩ            | 1987年12月27日 | 1988年1月2日   | [ 59 ]               |
| 12 | 第11回鈴鹿・霊仙洞窟調査 | 鈴鹿プロジェクトⅪ            | 1988年3月14日  | 1988年3月23日  | [ 59 ]               |

ケイビング大会までの調査では、参加した団体は京都産業大学探検部、東京農業大学農友会探検部、学習院大学探検部、早稲田大学探検部、京都市立芸術大学探検部、九州大学探検部（OB）、立命館大学探検部、関西大学探検部、大阪大学探検部ケイビングクラブおよび大阪市立大学探検部、明治大学地底研究部、追手門学院大学探検同好会、関西学院大学探検会、大阪教育大学ケイビングクラブといった大学のサークルに加え、江戸川ケイビングクラブ、パイオニアケイビングクラブ、洞穴科学調査会、（洞窟愛好会）、カマネコ探検隊、White Field Cave Explorers、神奈川中央ケイビングクラブおよび三遠洞くつ研究会といった社会人団体であり、22サークル74名に上った。第1回の活動では全洞の測量が計画されていたが、調査初日である3月29日から新空間、新支洞の発見があり、翌日にもシアターホールの発見、その翌日にもドリームホールの発見、4月4日には第一水流及び第三水流の発見があり、第2回でも第二水流が発見された。大会までの調査では、河内風穴を中心とした調査、測量活動や多賀町一帯の新洞探査、エチガ谷の水系調査などが行われた。この際発見された部分は非常に複雑で、事故はなかったが迷子騒動があった。
ケイビングフェスティバル1987は1987年7月25日–7月27日の3日間に亘り、滋賀県多賀町及び三重県藤原町（現、いなべ市）の洞穴群を対象に日本ケイビング協会と日本洞窟協会が初めて合同で開催したケイビング大会である。150人のケイバーと50人の地元の小中学生が参加した。多賀町中央公民館にて講習会や講演会のほか、河内風穴を含むこの地域の石灰洞にて巡検が行われた。実行委員は西川喜朗、市橋甫、降幡博之らおよび各大学探検部等であった。また、アサヒグラフの取材が行われ、実際に記者が河内風穴の非観光部分を体験した。
大会後の活動では、上記の団体に、秋田大学ケイビングクラブ、大阪芸術大学探検部、岡山大学ケイビングクラブ、関西外国語大学アウトドアファミリー、甲南大学探検部、駒澤大学探検部、和光大学探検部、コバンザメケイビングクラブを加え、全調査メンバーは計29団体122名となった。第6回では、14日間に亘り、河内風穴及び周辺の洞窟の測量が行われた。朝から夕方までは洞内で測量、夜はその測図の清書が行われ、河内風穴の全容が徐々に明らかになっていった。1987年9月には大阪市立大学探検部がテレビ朝日の取材協力で河内風穴に入洞した。9月以降の期間には、報告書『多賀町の石灰洞』発行のため、河内風穴水流部や支洞部の測量、周辺洞窟の洞口確認および測量、洞内記載の作成が進められた。
鈴鹿プロジェクトにより、その奥の巨大なホール、シアターホールおよびドリームホール、二次生成物に富む鐘の鳴池や森の間、地下水流である第一水流や第二水流が発見された。GLコンパスを用いた測量により、精度の高い方位測定に基づく測量が行われた。この測量調査によって総延長 3,323 mとなった（計算ミスにより実際はこの時点で4,140 mであった）。また、この調査で上記のアサヒグラフおよびテレビ朝日に加え、週刊宝石、京都新聞、NHK、関西テレビ、読売テレビ、ABCラジオ、KBSラジオからの取材があった。

### 各大学探検部によるファンケイビング
鈴鹿プロジェクト後、未調査の支洞を多く残したまま10年程度河内風穴での未測量空間の測量調査は途絶えた。その間、各大学のサークルによる河内風穴への入洞はしばしば行われた。例えば、上記鈴鹿プロジェクトに参加していた大阪市立大学探検部は、1988年7月には新人合宿で、翌年10月にも鈴鹿洞窟合宿で河内風穴に入洞している。更に1990年4月には読売テレビのニュース番組の取材協力のため河内風穴に入洞し、その後も1991年1月、1992年12月、1993年6月、同年11月、と河内風穴で洞窟活動を行っている。1995年には7月の新人合宿および12月の洞窟活動で2度、1996年には5月、6月、10月、11月に各1回、9月に2回と1年に6回も入洞しており、翌年も1月、9月および10月に、その翌年は5月、1999年には10月のテレビ取材および11月に河内風穴に入洞している。ほかにも、近畿大学文化会探検部は1988年8月30日から9月4日まで河内風穴訓練合宿にて測量訓練を行っている。また、関西大学探検部は1992年5月および1993年に河内風穴洞窟合宿を行っている。
また、合同合宿も多く組まれ、1987年11月には京都府立大学および大阪市立大学が、1988年9月には大阪大学および大阪市立大学が、1989年5月には大阪芸術大学、大阪市立大学および神戸大学が、河内風穴で合同合宿を実施している。また1989年6月には江戸川ケイビングクラブと大阪市立大学が河内風穴で合同合宿を実施している。

### イザナギプロジェクト

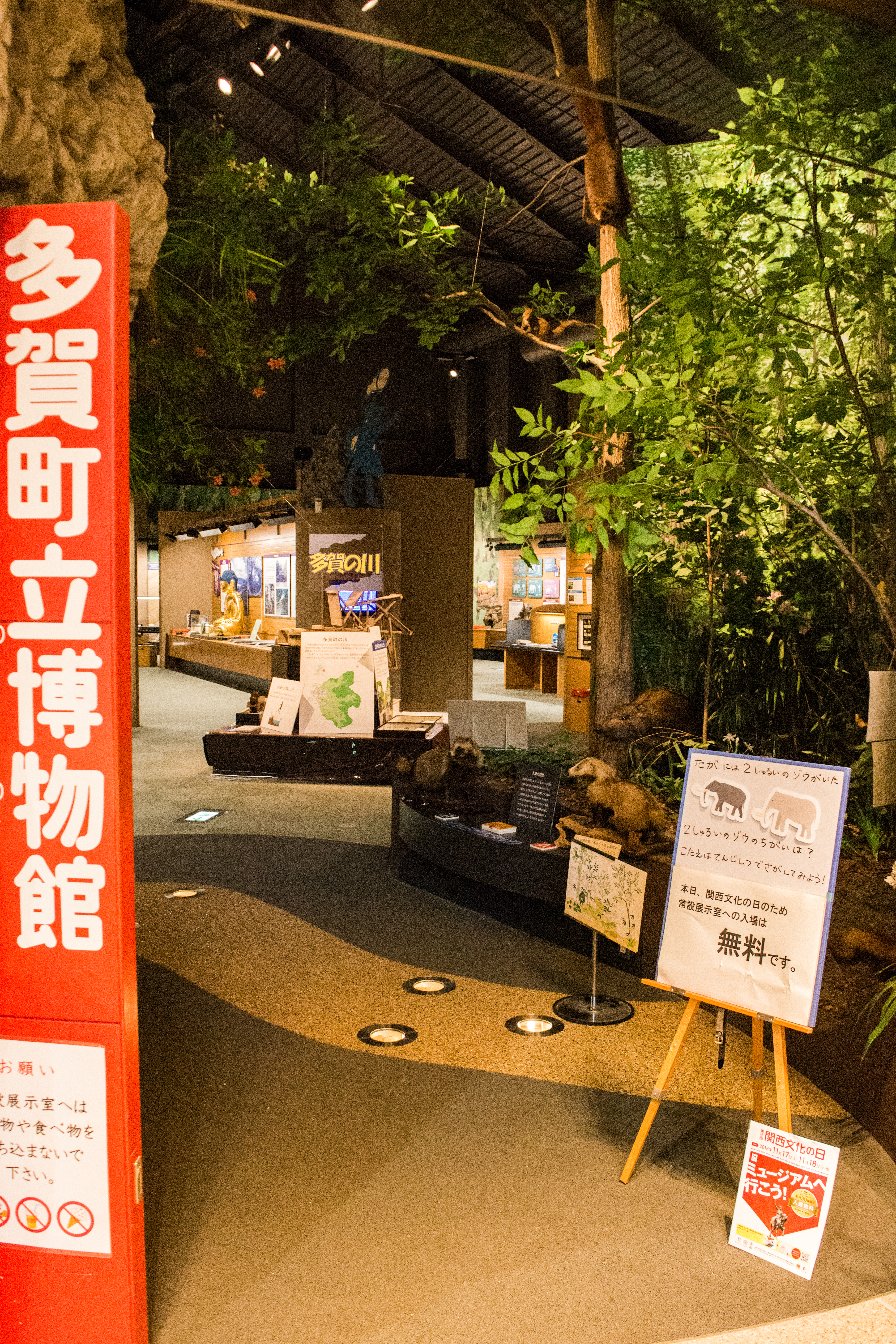
多賀町立博物館の展示室。かつての名称は「多賀の自然と文化の館」であった。

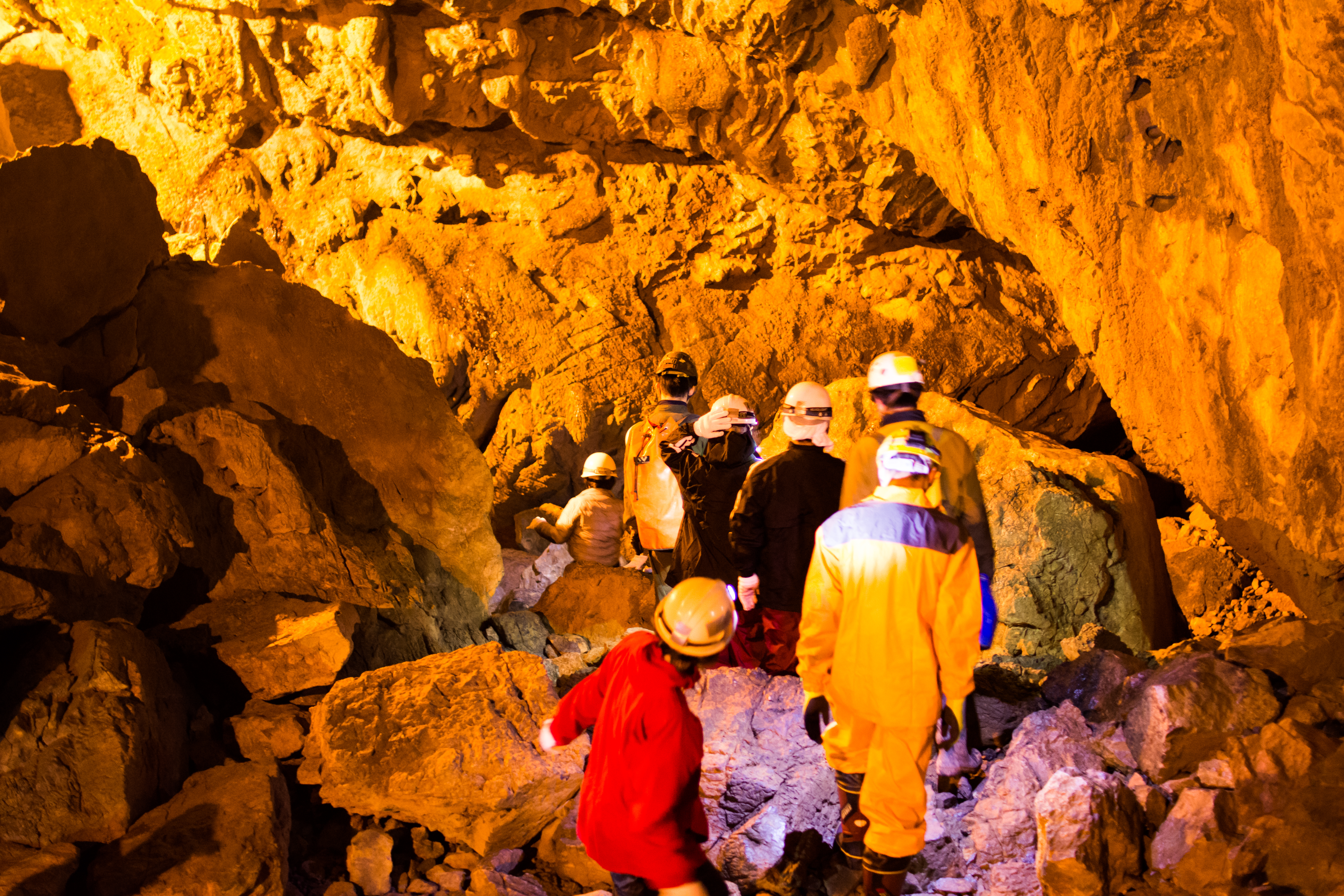
河内風穴観察会。観光洞部。

鈴鹿プロジェクトから12年経ち、2000年になると、大阪教育大学ケイビングクラブOBの杉林理雄をリーダーとして再びひみず会による河内風穴の調査合宿が組まれた。7月15日から16日に東京スペレオクラブの後藤聡ら、西日本洞窟潜水研究会、J.E.T.、亀戸ケイビングクラブ、明治大学地底研究部、地底旅団ROVER元老院が参加しベンチマークの確認、未測量部分の確認およびケイビングによる環境破壊の確認を目的に調査が行われた。
これがきっかけとなり、2001年に東京スペレオクラブ主催の調査プロジェクトが計画された。2001年11月3日から11月4日にかけて、東京スペレオクラブに加え、西日本洞窟潜水研究会および大阪市立大学探検部により調査が行われた。この活動は河内プロジェクトという仮称で呼ばれていたが、活動リーダーの本田幸雅により多賀大社の祭神である伊弉諾に因み「イザナギプロジェクト」という名称が提案され、これが第1回イザナギプロジェクトとなった。ベンチマークが設置され、新最奥部の測量が開始された。
2002年には後藤聡がリーダーとなってイザナギプロジェクトが開催され、洞内環境保護のため希少な鍾乳石のある範囲にトラロープが設置された。2003年頃には西日本洞窟潜水研究会によって、第二水流上流部に向けて試験的な潜水が行われ、河内風穴の第二水流は上流に空間が続いており、奥から大量の水が流れる大水脈であることが確認された。また蟻の巣の測量が開始された。
2005年には日本洞窟学会多賀大会が開かれた。後藤ほか (2005) は河内風穴の総延長を6,800 mに更新した。また、河内観光協会向けにケイバーによる河内風穴の観察会も行われ、鐘の鳴池までのガイドが行われた。
2006年8月5日には一般人が河内風穴非公開部分の洞奥に立ち入ることができるイベントである、多賀の自然と文化の館（現多賀町立博物館）主催の観察会が開かれた。イザナギプロジェクトもこの観察会のスタッフとして参加し、2008年以降はイザナギプロジェクト主催の河内風穴観察会が開催されるようになった。2008年の観察会はイザナギプロジェクトおよび多賀町観光協会の共催で多賀町、多賀町教育委員会、河内観光協会の後援のもと9月21日に行われた。また、イザナギプロジェクトの協力で、VINZによりDVD「神秘の洞窟 河内の風穴」が撮影された。2009年にも11月29日に同様に観察会が行われた。
2010年11月時点の報告では、新最奥部や蟻の巣、水流部や石切場上層の測量結果などが加えられ、総延長は9,845 mだとされた。
イザナギプロジェクトには東京スペレオクラブ以外にも立命館大学探検部や大阪市立大学探検部をはじめとした探検部が参加している。イザナギプロジェクトは洞窟調査の教育の場としても機能しており、測量技術の習得にも寄与している。
イザナギプロジェクトによる測量活動及び観察会は現在も続けられている。2020年5月現在、最後の観察会は2019年11月24日に行われている。

## 生物相

### 洞内の動物相

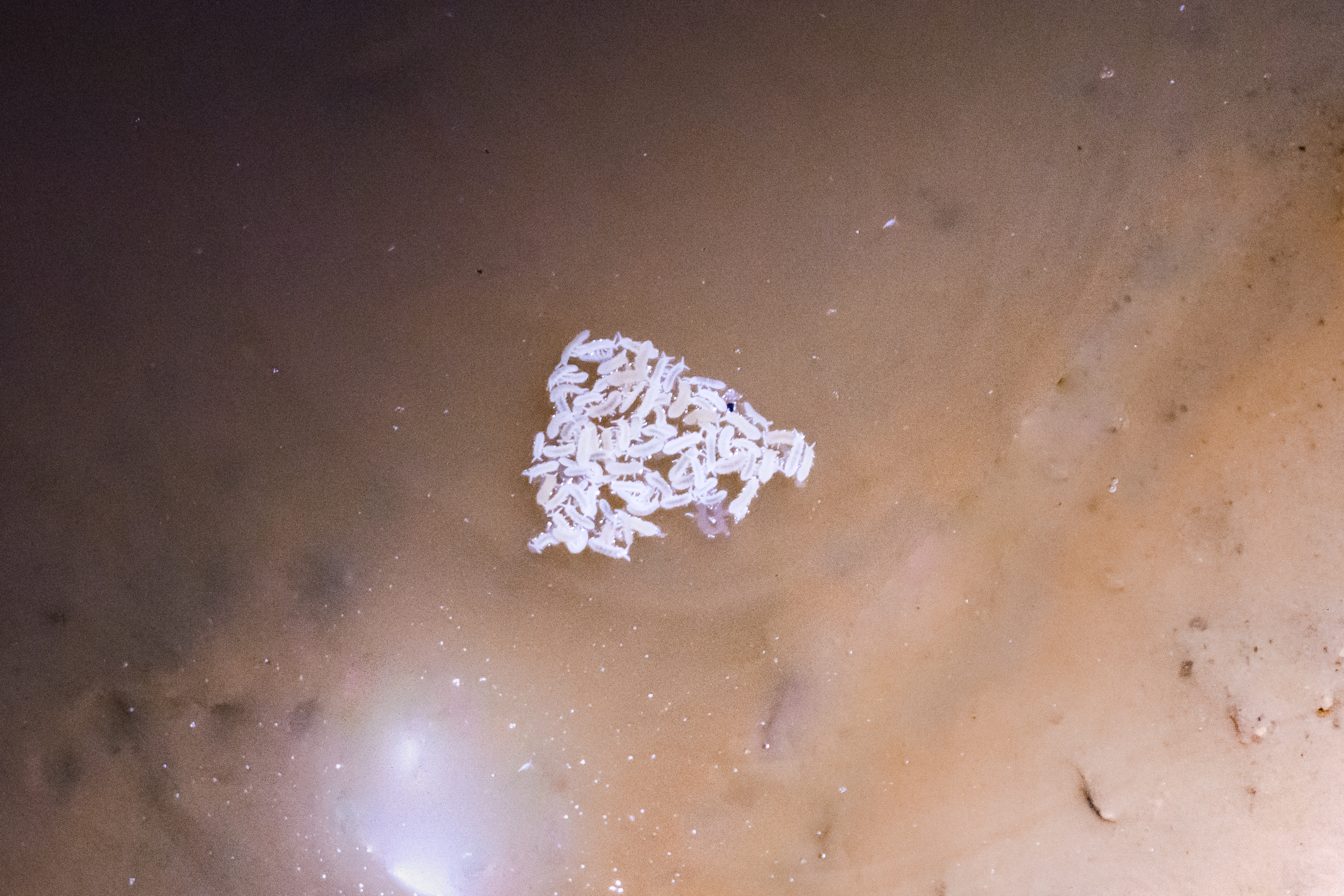
河内風穴のプールに浮かぶトビムシの群れ。

河内風穴の動物相はこの地域の他の石灰洞に比べ非常に豊富である。ただし種数は佐目のコウモリ穴（佐目風穴）の方が僅かに多く、他の石灰洞から見つかっているガロアムシは未発見である。これらの洞窟からは多くの新種の洞窟記載と多くの洞窟動物の記録があり、生物学的に極めて重要な産地である。コバヤシミジンツボやカワチメクラチビゴミムシのように河内風穴の固有種 または鈴鹿山脈北部地域の固有種であるものは多い。そのうち、12種が河内風穴をタイプ産地として記載されている。
洞窟に生息する動物には、洞窟（またはそれに近い環境）で世代交代を繰り返す真洞穴性動物（地中性動物）および、それ以外の動物に大別される。後者は従来、ある時期に洞窟内に入る動物またはそれに寄生する動物である好洞穴性動物、および紛れ込んだ迷洞穴性動物に分けられていた。石灰洞の形成される歴史は極めて古く、その間に洞窟環境を好んで入る昆虫が知られており、世代交代を長い間繰り返すうちに環境に適応するため体型が進化していく状態が真洞穴性昆虫に多く見られる。
真洞穴性動物ではメクラチビゴミムシ類やチビシデムシといった昆虫類に加え、ヨコエビ類・トビムシ類・クモ類・ヤスデ類などの節足動物が棲息している。また、水流からはコバヤシミジンツボ Akiyoshia kobayashii、洞壁からはホラアナゴマオカチグサ Cavernacmella kuzuuensisといった、旧中腹足目の小型の巻貝が発見されている。
好洞穴性動物では、カマドウマやガなどの昆虫および、コウモリとそれに寄生するクモバエなどが棲息している。また、ニホンザル Macaca fustacaおよび コウモリ類 Microchiroptera gen. indet. sp. indet.の動物遺体が発見されている。これらの標本は樽野博幸によって同定され、大阪市立自然史博物館に保管されている。
河内風穴から発見された生物は以下の通りである。

#### 軟体動物
コバヤシミジンツボ Akiyoshia kobayashii Kuroda & Habe, 1958
腹足綱 タマキビ型新生腹足目 ミズツボ科。約1.5 mmの非常に小さい地下水棲の巻貝で、深部の小さい水流の中から発見された。真洞穴性動物である。1958年、黒田徳米および波部忠重により、上野俊一が採集した標本に基づいて記載を行われた。絶滅危惧II類（2007年版、cf. 貝類レッドリスト (環境省)）であり、環境省は河内風穴を「日本の重要湿地500」の一つに選定した理由として「コバヤシミジンツボのタイプ産地および唯一の生息地」であることを挙げている。
ホラアナゴマオカチグサ Cavernacmella kuzuuensis (Suzuki, 1937)
腹足綱 タマキビ型新生腹足目 カワザンショウ科。湿った洞壁に棲息している約2 mmの小型巻貝。広い地域の洞窟内から見つかっている真洞穴性動物である。絶滅危惧I類（2007年版）。
キセルガイモドキ Mirus reinianus (Kobelt, 1875)

#### 節足動物

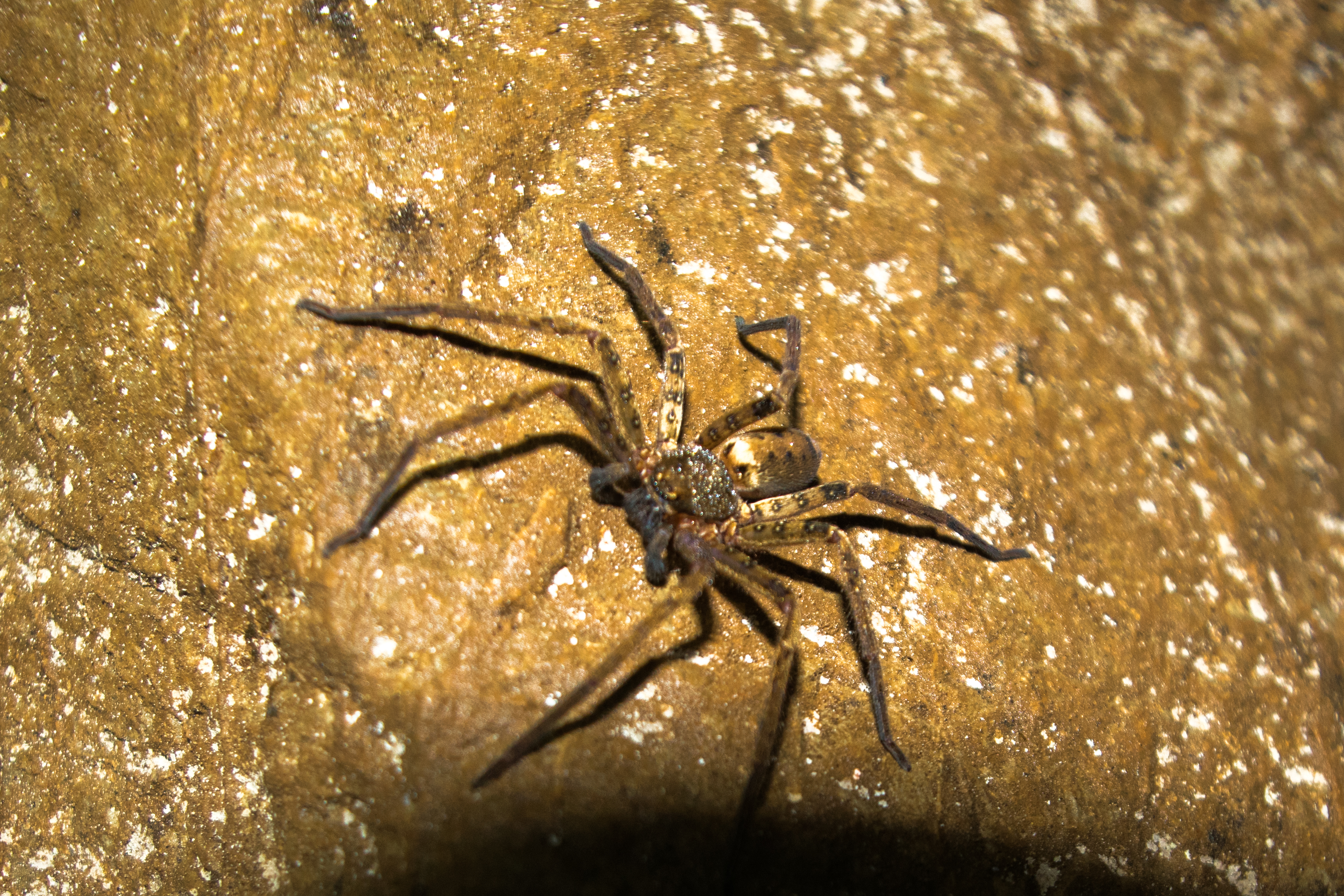
河内風穴付近の石灰洞に生息するコアシダカグモ

スズカホラヒメグモ Nesticus suzuka Yaginuma, 1979
蛛形綱 真正蜘蛛目 ホラヒメグモ科。約5 mmの鈴鹿山系に広く分布しているクモ。この地域を代表する真洞穴性動物である。洞壁のくぼみや岩の陰に不規則な網を張って生活しており、洞外でも沢の大きな歴や岩の下で見られることがあるため、好洞穴性に近い種である。かつてはアキヨシホラヒメグモ N. akiyoshiensis (Uyemura, 1941)と同種とされていたが、1975年に八木沼健夫により整理された。本種は河内風穴、篠立風穴や関ヶ原鍾乳洞などこの地域の石灰洞14洞の標本にもとづいて新種記載された。
ホラヌカグモ Caviphantes samensis Oi, 1960
蛛形綱 真正蜘蛛目 サラグモ科。2.5 mmで淡褐色のクモ。真洞穴性動物である。河内風穴および佐目のコウモリ穴の特産種（タイプ産地）。洞壁、洞床の間隙、石の下などに小さなシート状の網を張っている。
ホラヤミサラグモ Arcuphantes trologytarum Oi, 1960
蛛形綱 真正蜘蛛目 サラグモ科。2.5 mmで淡褐色のクモで、真洞穴性動物。河内風穴および佐目のコウモリ穴の特産種（タイプ産地）で、洞壁、洞床の間隙、石の下などに小さなシート状の網を張っている。
ヤチグモの一種 Coelotes sp.
蛛形綱 真正蜘蛛目 ヤチグモ科。
ナミハグモの一種 Cybaeus sp.
蛛形綱 真正蜘蛛目 ナミハグモ科。真洞穴性動物。1975年に1頭採集されており、米原市の石灰洞からも発見されている。
コアシダカグモ Heteropoda forcipata (Karsch, 1881)
蛛形綱 真正蜘蛛目 アシダカグモ科。
スズカメクラツチカニムシ Pseudotyrannochthonius kobayashii kobayasii (Morikawa, 1956)
蛛形綱 カニムシ目 オウギツチカニムシ科。体長約2.7 mm。河内風穴および佐目のコウモリ穴がタイプ産地で、この2洞及びナベイケに特産の亜種である。コバヤシメクラツチカニムシ Ps. kobayasii (Morikawa, 1956)のいくつかの別亜種は奈良県洞川（Ps. k. dorogawaensis (Morikawa, 1956)）や山口県秋芳洞（Ps. k. akiyoshiensis (Morikawa, 1956)）など本州の洞窟に広く分布し、篠立風穴に棲息するシノダチメクラツチカニムシもその一つである。
ウエノホラヤスデ Antrokoreana uenoi Haga, 1956
倍脚綱 ヒメヤスデ目 カザアナヤスデ科。ウエノタテウネホラヤスデとも呼ばれる。細長い白色のヤスデで、コウモリのグアノの上や洞床を這っている。佐目のコウモリ穴および河内風穴がタイプ産地で、滋賀県側のみの鈴鹿山脈北部の石灰洞に広く分布している。日本における本属の分布の西限である。ホロタイプは佐目のコウモリ穴のもの、パラタイプは佐目のコウモリ穴および河内風穴のものである。
ナナメオビヤスデ Epanerchodus obliquitrancatus Takakuwa, 1954
倍脚綱 オビヤスデ目 オビヤスデ科。体長30 mm、体幅3.4 mmで赤褐色。静岡県の富士風穴からも知られており、河内風穴のものは上野俊一によって報告された。
ムカデの一種 Chilopoda gen. sp.
キョウトメクラヨコエビ Pseudocrangonyx kyotonis Akatsuka & Komai, 1922
（甲殻類）軟甲綱 端脚目 メクラヨコエビ科。体長6 mm、乳白色透明の真洞穴性の端脚類。三重県の篠立風穴および鷲嶺水穴からも発見されており、僅かな水路を伝って広範囲に移動することが示唆されている。
ナガコムシの一種 Campoeidae gen. sp.
内顎綱 倍尾目 ナガコムシ科。真洞穴性動物。
タカチホホラズミトビムシ Anurida (Aphoromma) assimilis Yosii, 1956
内顎綱 粘管目 イボトビムシ科。カワチホラズミトビムシとも呼ばれ、体長2.5–3 mm。河内風穴がタイプ産地で特産種。この亜属の種（ホラズミトビムシ）は白化種で、古生洞に産する真洞穴性動物である。
ホラズミトビムシ Anurida (Aphoromma) speobia Yosii, 1954
内顎綱 粘管目 イボトビムシ科。コウモリのグアノの上や洞床を這っている。洞内の水溜りに数頭が浮いていることがよくある。吉井良三によって質志洞から発見された。
クレナイイボトビムシ Lobella similis Yosii, 1954
内顎綱 粘管目 イボトビムシ科。河内風穴および京都府北桑田郡芦生、滋賀県北小松寒風峠がタイプ産地。
ウエノシロトビムシ Supraphonura uenoi (Yosii, 1954)
内顎綱 粘管目 シロトビムシ科。河内風穴、佐目のコウモリ穴に加え、伊勢市奥島路、広島県帝釈峡、奈良県洞川、山口県秋吉台、愛媛県玉津村の洞窟や、福岡県水無鍾乳洞など広域の多くの標本に基づいて記載された。
マツモトシロトビムシ Onychiurus watanabei Matsumoto
内顎綱 粘管目 シロトビムシ科。マツモトトビムシモドキとも呼ばれる。岡山県の洞外の標本に基づいて記載された種であるが、河内風穴および高知県の白岩洞のものに基づき吉井良三により好洞穴性種として発表された。
スズカトゲトビムシ Plutomurus suzukaensis (Yosii, 1939)
内顎綱 粘管目 トゲトビムシ科。体長2.0 mmで、洞穴内で最も個体数が多く、鈴鹿山脈北部の殆どの洞窟で見られる ほか、静岡、岐阜、京都、福井、三重でも見られる。白色で、銀色の鱗片状物質により覆われている。眼は殆ど退化している真洞穴性動物。河内風穴がタイプ産地で、1939年、吉井良三により河内風穴の標本に基づき記載された。
トゲユウレイトビムシ Sinella spinidentata Yosii, 1942
内顎綱 粘管目 アヤトビムシ科。体長1.6 mmのシロアヤトビムシの一種で、黄味がかった白色をしている洞穴性動物。河内風穴がタイプ産地。
マダラカマドウマ Diestrammena japonica Blatchley
昆虫綱 直翅目 カマドウマ科。洞内入口付近によくみられる好暗性の種で、日中は入口周辺の岩の隙間に多く静止しているが、夜間は洞外に餌を獲りに出ることがあり洞内外を往復していると考えられている。鈴鹿山脈北部の各洞窟に広く生息している。
チャイロカドモンヨトウ Apamea sodalis Butler
昆虫綱 鱗翅目 ヤガ科。洞外性ではあるが、洞壁にしばしば観察される。5月から8月の時期に洞窟内で仮眠している好洞穴性動物。
マエモンウスグロオオナミシャク Triphosa sericata Butler
昆虫綱 鱗翅目 シャクガ科。洞外性ではあるが、洞内の壁にしばしば見られる。6月から10月まで洞穴内で夏眠している好洞穴性動物。走光性はなく、洞穴からの記録しかない。
カワチメクラチビゴミムシ Ishidatrechus nitidus S. Uéno, 1956
昆虫綱 鞘翅目 オサムシ科。約4 mmの河内風穴特産の真洞穴性甲虫。佐目のコウモリ穴から発見されたサメメクラチビゴミムシ Ishidatrechus (Suzuka) kobayashii S. Uéno, 1956とともにイシダメクラチビゴミムシ属 Ishidatrechusに属している。体は淡く飴色で、眼や後翅は完全に退化しており、洞窟の深部で見つかる真洞穴性動物である。比較的近縁なクラサワメクラチビゴミムシ属 Kurasawatrechusは篠立風穴や鷲嶺水穴など三重県側の洞窟より東側に、ノコメメクラチビゴミムシ属 Stygiotrechusは奈良県、和歌山県、大阪府以西に分布しており、それらの接点である多賀町で両属と区別できる2種が分布しており、生物地理学上特異である。
スズカメクラチビゴミムシ Trechiama suzukaensis S. Uéno, 1980
昆虫綱 鞘翅目 オサムシ科。約5.5 mmの真洞穴性甲虫。体色は飴色（赤褐色）で、体全体に長い毛を疎らに具え、眼や後翅は退化し、翅鞘の会合線は癒着している。篠立風穴や廃坑跡など、三重県を含む鈴鹿山脈北部の石灰洞に広く分布する。1962年に篠立風穴から山下善平らによって採集されたが、長らく記載されず、上野俊一により記載された。アナノオメクラチビゴミムシ Trechiama (Pseudotrechiama) ovoideus S. Uénoとともに鈴鹿山脈北部に特産のナガチビゴミムシ属 Trechiamaで、洞外の沢の湿った土や礫層の中の地下浅層からも発見されている。この属のうち本種は近畿・北陸地域に分布する種群（T. Oshimaiグループ）に属すのに対し、後者は東海・関東地方に分布する種群（T. habeiグループ）であり、鈴鹿地域では両種群がほぼ同所的に分布している。
オオバヤシチビシデムシ Catops ohbayashii Jeannel, 1954
昆虫綱 鞘翅目。真洞穴性のチビシデムシで、篠立風穴や岐阜県及び三重県南部の石灰洞でも記録されている。
コヘラズネクモバエ Nycteribia parvula Speiser, 1901
昆虫綱 双翅目 クモバエ科。ニホンユビナガコウモリに寄生している。
ケブカクモバエ Penicillidia jenynsii (Westwood, 1834)
昆虫綱 双翅目クモバエ科。ニホンユビナガコウモリに寄生している。生活をコウモリに依存している好洞穴性動物。

#### 脊椎動物

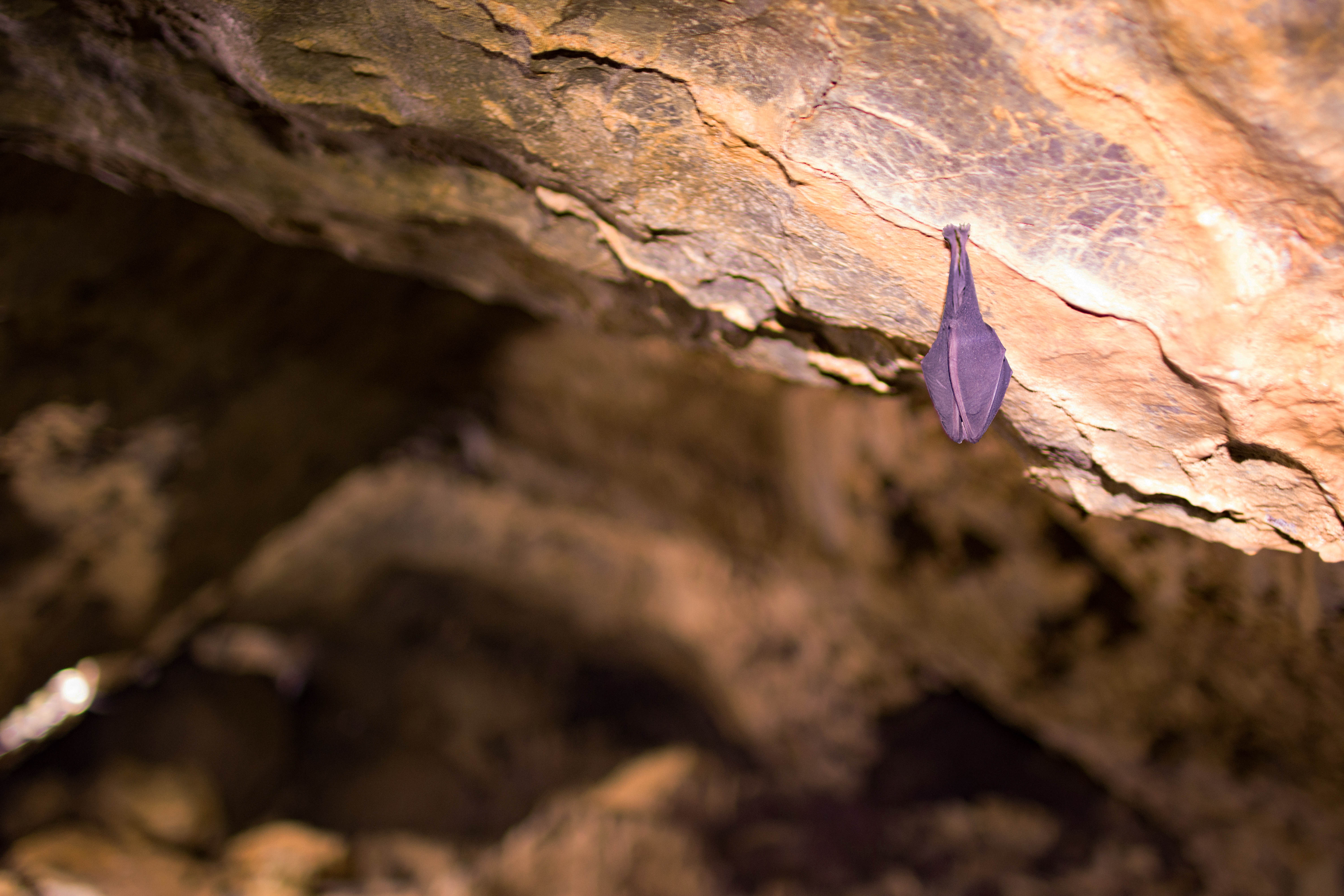
観光洞部の天井にぶら下がるキクガシラコウモリ

キクガシラコウモリ Rhinolophus ferrumequinum (Schreber, 1774)
哺乳綱 翼手目 キクガシラコウモリ科。縦長三角形の鼻葉をもち、前腕長は50 mm以上と洞穴棲コウモリの中では大型である。洞穴内で最も普遍的に目撃されるが、殆ど単独である。
コキクガシラコウモリ hinolophus cornutus Temminck, 1835
哺乳綱 翼手目 キクガシラコウモリ科。縦長三角形の鼻葉をもち、前腕長は45 mm以下。河内風穴では第1水流付近で新しい全身骨格が観察されている。
ユビナガコウモリ Miniopterus fuliginosus Hodgson, 1835
哺乳綱 翼手目 ヒナコウモリ科。耳が短く尾は長く、前腕長は46–47 mm前後。複数の洞窟を移動することが知られており、規模の大きな洞窟が選ばれる傾向にある。高速で移動し、鈴鹿山系でも三重県北勢町の廃坑と福井県上中町間の約70 kmを移動した事例が知られている。河内風穴では観光洞ホール（大広間）にて天井に目測100頭を超えるコロニーが観察されている。
テングコウモリ Murina hilgendorfi Milne-Edwards, 1872
哺乳綱 翼手目 ヒナコウモリ科。鼻は管状で左右に突き出し、前腕長は40 mm以上。第1指は大きく、岩の割れ目に入り込むのに適しているが、本来は樹洞を塒とする森林性コウモリだとされる。洞口から中央部のホールにかけて岩の割れ目などで16-17頭記録されている。
モモジロコウモリ Myotis macrodactylus Temminck, 1840
哺乳綱 翼手目 ヒナコウモリ科。耳は細長く先端は尖っており、前腕長は40 mm前後だが後肢は大きい。多種のコウモリのコロニーに交じって記録されることが少なくない。河内風穴では観光洞大広間の岩陰で1頭のみ観察されている。

### 周辺
芹川および犬上川の上流部に広がる石灰岩地（霊仙山石灰岩層）表層部は、近畿地方でも有数の陸貝（カタツムリ）の産地であり、多賀町域では47種が確認されているが、なかでも河内風穴の周辺地域には多数の陸貝が棲息している。また、ニホンリスやミソサザイなどの動物も見られる。

#### 多賀町の植物相

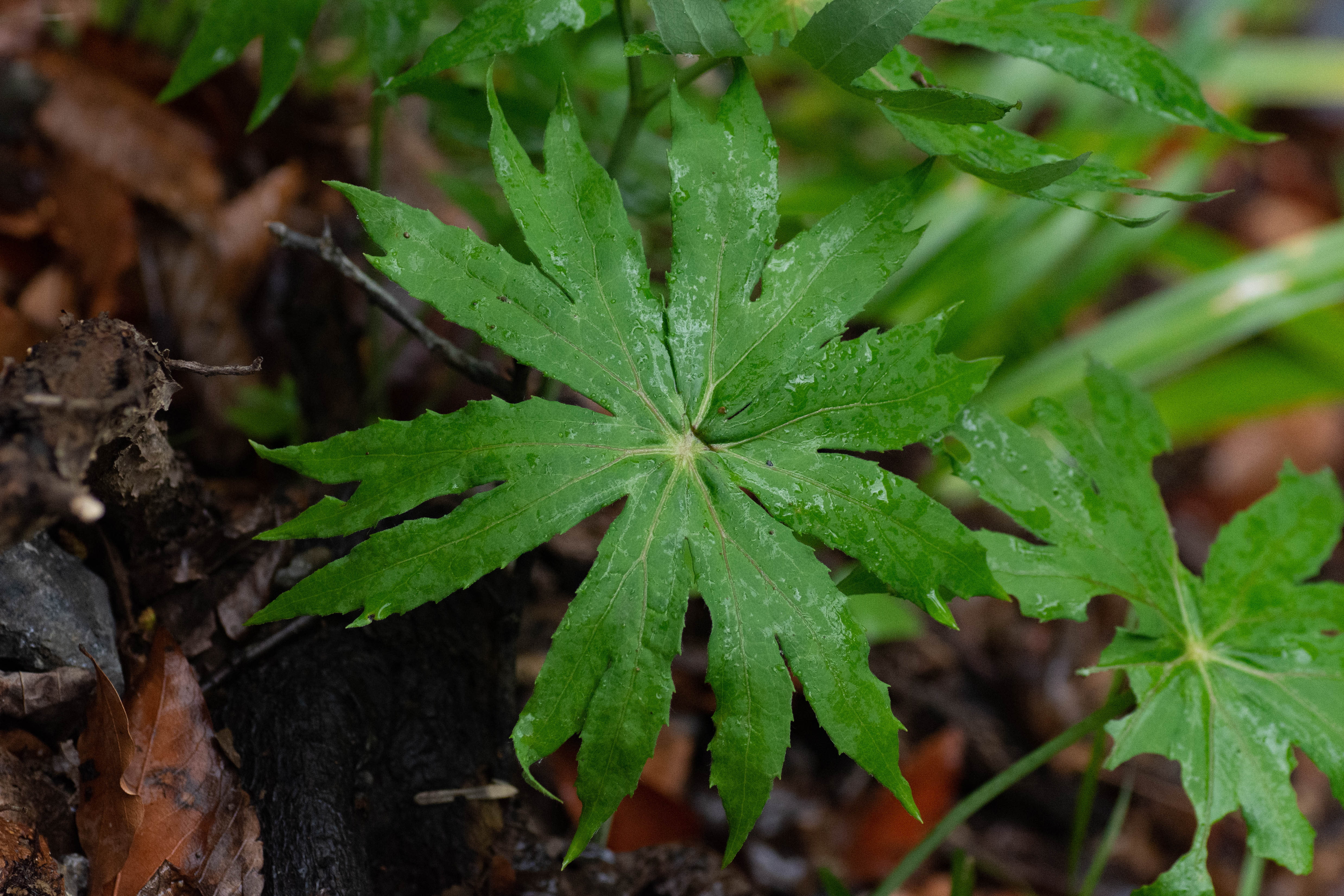
多賀町（犬上川）に自生するタイミンガサ

河内風穴の位置する多賀町は裏日本植物区系（山陰地区）と表日本植物区系（瀬戸内地区）の境界に位置するため、日本海側の植物と太平洋側の植物の何れもが分布している。また、河内風穴のような石灰洞があるように、石灰岩地域の分布により好石灰岩植物が見られる。
石灰岩地は土壌の発達が悪く乾燥する上に、土壌中のカルシウムやマグネシウムの含有量が多く、塩基性に偏っている。好石灰岩植物はそういった環境に生理的適応性を獲得した植物であり、Shimizu (1962–1963)により3群に分けられている。第Ⅰ群は石灰岩地に見られるもの、第Ⅱ群は石灰岩地に特に多いが、その他でも生えているもの、第Ⅲ群は石灰岩地に限らずそうでないところにも棲息するが、石灰岩地に多いものを指す。
この地域が分布の境界となっている植物もある。芹川の上流域に分布するサツキヒナノウスツボ Scrophularia musashiensis Bonatiは近畿では鈴鹿山地以外に棲息せず、分布の西限である。河内風穴付近に棲息する好石灰岩植物（第Ⅲ群）のクロタキカズラ Hosiea japonica (Makino) Makinoは分布の東限である。好石灰岩植物で、芹川上流部の石灰岩地に多く産するスズシロソウ Arabis flagellosa Miq.（第Ⅲ群）やイブキシモツケ Spiraea dasyantha Bunge（第Ⅱ群）も鈴鹿山地が分布の東限に位置する。
上記の植物に加え、河内風穴の位置するエチガ谷や権現谷など芹川上流部に棲息する植物は以下のものが挙げられる。
- ヒメフウロ Geranium robertianum L. - 好石灰岩植物（第Ⅰ群）[85][4]
- オウギカズラ Ajuga japonica Miq.[85]
- ヨコグラノキ Berchemiella berchemiaefolia (Makino) Nakai - 好石灰岩植物（第Ⅲ群）[85]
- レンプクソウ Adoxa moschatellina L.[85]
- ヤマトグサ Theligonum japonica Okubo et Makino[85]
- クモノスシダ Asplenium ruprechtii Kurata[4] - 好石灰岩植物（第Ⅱ群）[85]

また、周辺の集落である大字甲頭倉にはアズマイチゲ Anemone raddeana Regel、キバナノアマナ Gagea lutea (L.) Ker Gawl.、キクザキイチゲ Anemone pseudoaltaica H.Hara、セツブンソウ Eranthis pinnatifida Maxim.やフクジュソウ Adonis multiflora Franch.が、大字屏風にはヒロハノアマナ Amana erythronioides (Baker) D.Y.Tan et D.Y.Hong、大字向之倉にはカワノリ Prasiola japonica Yatabeが、また白谷にはイナベアザミ Cirsium magofukui Kitam.やタイミンガサ Parasenecio peltifolius (Makino) H. Koyamaが、鍋尻山にはウスゲレイジンソウ Aconitum pterocaule Koidz. var. glabrescens Tamuraや好石灰岩植物（第Ⅰ群）のイワツクバネウツギ Zabelia integrifolia (Koidz.) Makino ex Ikuse et S.Kuros.が分布する。更に、河内風穴より少し北にある落合集落は分布地理学上重要な地域である。

## 交通アクセス
公共交通機関
■近江鉄道の■多賀線を終点の●多賀大社前駅で下り、ここから河内まで約8.8 kmの道のり。
- 多賀大社前駅からは近江タクシー（彦根近江タクシー）による予約型乗合タクシー「愛のりタクシーたが」が運行されている。所要時間は約18分。
- 過去には路線バスが河内線を運行し、「河内の風穴（宮前）」バス停留所が設置されていたが、今は運行されていない。

自家用車
■名神高速道路を■彦根ICで下り、■国道306号を南東方面へ久徳（きゅうとく）地区 まで走り、そこから■県道17号（多賀醒井線）に入って芹川沿いを上流域へと進み、河内に到る。彦根ICから約12 kmの道のり。河内に有料駐車場（普通車数台規模）あり。